# 政治資金パーティー収入の裏金問題
政治資金パーティー収入の裏金問題（せいじしきんパーティーしゅうにゅうのうらがねもんだい）とは、日本の政党である自由民主党の派閥等が主催した政治資金パーティーの収益の一部を政治資金収支報告書へ過少または記載をしていなかった問題である。特に清和政策研究会（安倍派）・志帥会（二階派）が主催した政治資金パーティーにおいては、所属する国会議員にパーティー券の販売ノルマを課していたと言われており、ノルマを超過した分の収益を資金を集めてきた議員に還付（キックバック）したとされている。還付した資金は、議員個人の政治資金収支報告書に記載しておらず、使途が不明確であり、個々の議員の裏金にしていたのではないかと批判されている。「自民党派閥の裏金事件」、「自民党派閥の政治資金問題」などとも呼称されている。2022年11月にしんぶん赤旗で報道され、2023年11月に読売新聞やNHKなどのメディアが報じたことにより表面化し、岸田内閣閣僚が交代に追い込まれ、また自由民主党の派閥の大半が解散に追い込まれる等の事態に発展した。また、2024年に行われた自由民主党総裁選挙や衆議院議員総選挙にも大きな影響を与えた。
1990年代の政治改革で企業や団体による献金へ厳格化されたことで、政治資金パーティー頼みとなったと言われるが、寄付等に比べると、政治資金パーティーは透明性が低いとの指摘がある。そのため、政治資金法改正が求められているが、野党間でも規制強化度に濃淡がある。
本項では、議員辞職に追い込まれた薗浦健太郎の事例など自民党議員であっても、議員個人の政治資金パーティーを介在した政治資金報告書への未記載・裏金づくりについては原則的に扱わない。

## 概要

### 当初の動き
2022年11月にしんぶん赤旗が5派閥の多額の不記載の疑いがあるとスクープする。同月から東京地方検察庁への告発状が断続的に提出されたが、2023年11月に読売新聞やNHKなどが報じたことで政治と金にまつわる問題として一気に表面化した。
特に清和政策研究会（安倍派）における政治資金パーティーのキックバックと言われる行為は、長年の慣行に基づき行われていたとされ、議員側が「中抜き」するなど、3つの手法で政治資金収支報告書に記載のない政治資金づくりを行っていたことが関係者の証言により明らかとなっている。また、安倍派は少なくとも参議院議員選挙があった2019年と2022年に開いたパーティーについて、改選となる参議院議員に販売ノルマを設けず、集めた収入を全額キックバックした。安倍派は2018 - 2022年の5年間で約5億円のキックバックを行い、議員側はノルマを超えて集めた分約1億円を自身の政治団体等に納入せずに、政治資金収支報告書に記載していなかったとされ、これらの行為は派閥側からの指示で行ったとされる。安倍派の使途不明となった資金の総額は約6億円に上るとされる。志帥会（二階派）は直近5年間で約1億円のキックバックを行い、議員側はノルマ超過分約1億円を自身の政治団体等に納入していなかった。二階派の使途不明となった資金の総額は約2億円に上るとされる。宏池会（岸田派）の使途不明となった資金の総額は2018年からの3年間で約3000万円とされるが、議員個人へのキックバックと言われる行為はなかったとされている。

### 閣僚更迭・派閥解散
2023年12月、岸田文雄首相（第2次岸田第2次改造内閣）は安倍派所属の閣僚4人、副大臣5人を事実上更迭し、安倍派5人衆のうちの残りの萩生田光一、高木毅、世耕弘成の3名も党要職を解任された。
同月、東京地検特捜部は清和政策研究会（安倍派）と志帥会（二階派）の事務所への強制捜査と議員の任意聴取を開始した。特捜部による自民党派閥への強制捜査は、日本歯科医師連盟からの1億円の迂回献金事件で2004年に旧橋本派の事務所を家宅捜索して以来。2024年1月23日に岸田派は正式に派閥を解散。安倍派と二階派も解散し、前述の3派閥以外では近未来政治研究会（森山派）も解散。平成研究会（茂木派）は「政治団体」としての解散と政策グループへの移行を決定した。
政策グループも有隣会（谷垣グループ）は解散、水月会（石破グループ）も「政治団体」としては解散し、政策グループの形で勉強会を続ける事となった。
各派の解散決定により、自民党の「派閥」としての形態は、2024年4月現在で志公会（麻生派）のみが存続している。また、派閥所属議員の派閥離脱の動きも少なからず起きた。
2024年1月7日には安倍派所属の衆議院議員であった池田佳隆が、政策秘書と共謀して政治資金収支報告書に虚偽の記載をしていたとして、政治資金規正法違反の疑いで東京地検特捜部により逮捕され、その後起訴された。池田は同月7日付で自民党を除名処分となった。また、池田以外に多額の資金還流を受けていた衆議院議員の谷川弥一が略式起訴、参議院議員の大野泰正が在宅起訴され（ともに自民党を離党）、このうち谷川は同年1月24日付で衆議院議員を辞職し、同年30日に東京簡易裁判所は、谷川へ罰金100万円と公民権停止3年の略式命令を下した。

### 自民党内調査・処分
2024年2月13日、自民党は資金還流の政治資金収支報告書への不記載が判明した党所属国会議員82名、選挙区支部長3名のリストを公表した（除名済の池田佳隆、離党済の大野泰正、谷川弥一を除く）。最多金額は二階俊博の3256万円であった 。
同年2月29日より、衆議院・参議院両院で順次、政治倫理審査会が開催され、岸田首相ほか安倍派・二階派の事務総長経験者などが弁明を行った（後述）。
同年3月25日、二階派の領袖であった二階俊博は本件の引責に伴い、次期衆議院議員総選挙への不出馬を表明した。
同年4月4日、自民党は党紀委員会を開き、本件に関連して安倍派・二階派などの議員39人について、党則に基づき離党勧告を含む各処分を決定した（後述）。
同年6月19日、事件を受けて自民が提案した改正政治資金規正法が、参院本会議で自民、公明両党などの賛成多数で可決、成立した。議員の罰則強化のため、収支報告書について議員本人の「確認書」の添付を義務づける。議員が必要な確認を怠り、会計責任者が不記載などで処罰されれば、議員も公民権停止になる可能性がある。また、パーティー券の代金は銀行口座への振り込みに限定することで透明性を確保し、パーティー券の購入者の公開基準額も現行の「20万円超」から「5万円超」に引き下げた。

### 衆議院議員総選挙への影響

#### 時系列
2024年9月に岸田首相が任期満了をもって自民党総裁を退任し、代わって総裁選に勝利した石破茂が後任総裁となり、同年10月に首相に就任した。石破は就任早々となる同月9日に衆議院解散を行うことを表明、同月27日に第50回衆議院議員総選挙が実施される見通しとなった。
石破総裁は当初、政治資金収支報告書に不記載があった議員に対しての選挙での処遇について、次期衆院選では非公認や比例重複不可などの追加処分に消極的で原則公認する姿勢であったが、世論の反発を受けて一転し、10月6日に石破総裁は党員資格停止中の議員などの選挙非公認に加え、不記載があった現職国会議員・支部長計43人（引退を表明した議員をのぞく）について、次期衆院選で比例代表への重複立候補を認めない方針であることを表明した。また、非公認の対象として「4月の党内処分で『選挙における非公認』より重い処分を受けた者」「非公認より軽い処分でも、処分が継続し、国会の政治倫理審査会に出席して説明していない者」「処分を受け、地元での理解が十分に進んでいないなどと判断される者」のいずれかに適合するものとした。これにより非公認以上の「党員資格停止」の処分を受けた下村博文、西村康稔、高木毅の3名、「処分が継続し、国会の政治倫理審査会に出席して説明していない」として萩生田光一、三ッ林裕巳、平沢勝栄の3名を同月8日の段階で非公認を内定。さらに「地元での理解が十分に進んでいない」として、菅家一郎、中根一幸、小田原潔、細田健一、越智隆雄（不出馬表明済）と元議員で選挙区支部長の今村洋史の6名を追加し、合計12名を非公認とすることを同月9日に決定した。ただし、非公認議員に対して新たな公認候補である、いわゆる「刺客候補」は擁立せず、選挙に当選すれば「禊は済んだ」として、復党も容認する考えを見せている。
さらに比例区選出となる尾身朝子、杉田水脈と、選挙区減少による候補者調整で比例単独候補に回る上杉謙太郎の処遇は検討されることとなったが、尾身、杉田は次期衆院選立候補を辞退することとなった（上杉は一旦は立候補を断念するも、その後、非公認措置で立候補を断念した菅家に代わり、無所属で福島3区に立候補）。一方で石破総裁、森山裕幹事長、小野寺五典政調会長、鈴木俊一総務会長、小泉進次郎選挙対策委員長の執行部も比例区との重複立候補を行わないこととなった。また、一部の有力議員（岸田文雄前総裁・菅義偉副総裁など）も重複立候補を行わない動きもみられる。
4月の処分に加えてさらなる「二重処分」となることや選挙直前の決定に対し、旧安倍派を中心とした党内の一部から不満が噴出するなど亀裂が生じる事態となっている。また越智隆雄や菅家一郎のように非公認を契機に、予定していた次期総選挙への立候補を直前で断念して擁立予定候補の急遽選考が必要となったり、小選挙区との重複候補の大幅な減少で比例区候補の積み増しの必要が生じるなど、短期戦であることもあり選挙戦略にも大きな影響を与えることとなった。一方で、非公認や比例重複立候補不可となった候補者に対し、逆に公明党や地元の自民党県連が推薦する動きも出ている。地元県連は意図は党本部側の判断に対する異議を唱える意味もあるが、公明党にとっては「選挙区は自民、比例は公明」とすみ分けるバーター方式での選挙協力を進めてきた経緯があり、比例選での票の上積みには、自民の協力が不可欠として、地元の党関係者の良好な関係を構築するための目的と見られている。
選挙結果は、自民党は政治資金問題や物価高などの諸問題による自公政権に対する逆風を受け、公示前勢力を大幅に減らし、自公両党での与党過半数割れとなった。非公認となった自民党系候補者のうち、当選できたのが平沢勝栄、萩生田光一、西村康稔と無所属で参議院議員から鞍替えした世耕弘成の4名のみに留まった。このうち世耕は、二階俊博の後継である自民党公認の二階伸康を破って当選している（二階は比例復活もできなかった）。比例重複不可となった候補者も多くが落選し、当選できた候補でも松野博一や簗和生のように小選挙区で対抗候補に大きく迫られ、落選寸前のところを凌いで議席を確保した者もいる。大幅な議席減でハング・パーラメント状態となった事で、自民党は無所属候補を中心に新たに自会派に取り込む必要が生じ、前出の無所属で当選した4名に対し次期国会での会派入りを要請し、4名もこれを受け入れることとなった（このほか、無所属で当選した広瀬建と三反園訓が自民会派に加わった）。

#### 与野党支持層・無党派・年齢別の投票行動への影響
2024年10月にNHKが衆院選前の世論調査を行ったところ、「『政治とカネ』の問題への取り組み」を投票で最重視する人が、全体だと「景気・物価高対策」の38%、2位の「社会保障制度の見直し」17%に次ぐ11%であった。そして、野党支持層では23%だったのに対し、無党派層では10%、自民党支持層では5%とかなり差があった。年齢別だと、10-50代は6-9%で他世代より低く、60代は最多の15%、70代12%、80代11%であった。

#### 関係政治家一覧
| 氏名       | 区分 | 選挙区等                  | 派閥   | 不記載額 | 役職 （ 政府・議会、 党内、 派閥）        | 進退                                                                                                 | 党内処分                      | 衆院選対応                                      | 選挙結果 | 出典                 |
| ---------- | ---- | ------------------------- | ------ | -------- | ----------------------------------------- | --- | ----------------------------- | ----------------------------------------------- | -------- | -------------------- |
| 松野博一   | 衆現 | 千葉3区                   | 安倍派 | 1051万円 | 内閣官房長官                              | 2023年12月14日、大臣退任 後任は林芳正                                                                | 党役職停止1年                 | 千葉3区公認（比例重複不可） 公明党推薦          | 当選     | [ 38 ]               |
| 西村康稔   | 衆現 | 兵庫9区                   | 安倍派 | 100万円  | 経済産業大臣                              | 2023年12月14日、大臣退任 後任は齋藤健                                                                | 党員資格停止1年               | 非公認 無所属で兵庫9区立候補 公明党推薦         | 当選     | [ 38 ]               |
| 萩生田光一 | 衆現 | 東京24区                  | 安倍派 | 2728万円 | 党政務調査会長                            | 2023年12月22日、党政務調査会長退任 後任は渡海紀三朗                                                  | 党役職停止1年                 | 非公認 無所属で東京24区立候補                   | 当選     | [ 38 ]               |
| 高木毅     | 衆現 | 福井2区                   | 安倍派 | 1019万円 | 党国会対策委員長                          | 2023年12月22日、党国会対策委員長退任 後任は浜田靖一                                                  | 党員資格停止6カ月             | 非公認 無所属で福井2区立候補                    | 落選     | [ 38 ]               |
| 世耕弘成   | 参現 | 和歌山県                  | 安倍派 | 1542万円 | 党参議院幹事長 清風会（参議院安倍派）会長 | 2023年12月14日辞表提出 同月19日付辞任 後任は松山政司                                                 | 離党勧告 →2024年4月4日、離党  | 無所属で和歌山2区立候補 （衆議院へ鞍替え）      | 当選     | [ 38 ]               |
| 塩谷立     | 衆現 | 比例東海 （静岡8区）      | 安倍派 | 234万円  | 党財務委員長 清和政策研究会（安倍派）座長 | 2024年1月19日、安倍派の解散決定                                                                      | 離党勧告 →2024年4月23日、離党 | 不出馬                                          |          | [ 38 ] [ 61 ]        |
| 橋本聖子   | 参現 | 比例区                    | 安倍派 | 2057万円 | 党両院議員総会長                          | | 党役職停止1年                 | （参議院議員）                                  |          | [ 38 ]               |
| 池田佳隆   | 衆現 | 比例東海 （愛知3区）      | 安倍派 | 3208万円 |                                           | 2024年1月7日、逮捕。同日、党除名 同月26日、起訴                                                      | （処分時に党籍なし）          | 不出馬                                          |          | [ 62 ] [ 63 ] [ 34 ] |
| 大野泰正   | 参現 | 岐阜県                    | 安倍派 | 3146万円 | 参議院内閣委員長                          | 2024年1月19日、在宅起訴、同日、離党 同日、委員長を辞任                                               | （処分時に党籍なし）          | --                                              |          | [ 62 ]               |
| 谷川弥一   | 衆現 | 長崎3区                   | 安倍派 | 2303万円 | 党総務副会長                              | 2024年1月19日、略式起訴、同日、離党 同月24日、議員辞職                                               | （処分時に党籍なし）          | 有罪により公民権停止中                          |          | [ 62 ]               |
| 宮澤博行   | 衆現 | 比例東海 （静岡3区）      | 安倍派 | 132万円  | 防衛副大臣等                              | 2023年12月14日、副大臣退任 後任は鬼木誠 2024年4月24日、離党 同月25日、議員辞職                       |                               | 無所属で静岡3区立候補                           | 落選     | [ 38 ]               |
| 堀井学     | 衆現 | 比例北海道 （北海道9区）  | 安倍派 | 2196万円 | 内閣府副大臣                              | 2023年12月14日、副大臣退任 後任は古賀篤 2024年7月18日、離党 同年8月28日、議員辞職 同月29日、略式起訴 | 党役職停止1年                 | 有罪により公民権停止中                          |          | [ 38 ]               |
| 鈴木淳司   | 衆現 | 愛知7区                   | 安倍派 | 60万円   | 総務大臣                                  | 2023年12月14日、大臣退任 後任は松本剛明                                                              |                               | 愛知7区公認（比例重複不可） 公明党推薦          | 落選     | [ 38 ]               |
| 宮下一郎   | 衆現 | 長野5区                   | 安倍派 | 12万円   | 農林水産大臣                              | 2023年12月14日、大臣退任 後任は坂本哲志                                                              |                               | 長野5区公認（比例重複不可） 公明党推薦          | 当選     | [ 38 ]               |
| 堀井巌     | 参現 | 奈良県                    | 安倍派 | 876万円  | 外務副大臣                                | 2023年12月14日、副大臣退任 後任は柘植芳文                                                            | 戒告                          | （参議院議員）                                  |          | [ 38 ]               |
| 青山周平   | 衆現 | 比例東海 （愛知12区）     | 安倍派 | 230万円  | 文部科学副大臣                            | 2023年12月14日、副大臣退任 後任は阿部俊子                                                            |                               | 愛知12区公認（比例重複不可） 公明党推薦         | 落選     | [ 38 ]               |
| 酒井庸行   | 参現 | 愛知県                    | 安倍派 | 58万円   | 経済産業副大臣等                          | 2023年12月14日、副大臣退任 後任は上月良祐                                                            |                               | （参議院議員）                                  |          | [ 38 ]               |
| 佐藤啓     | 参現 | 奈良県                    | 安倍派 | 306万円  | 財務大臣政務官                            | 2023年12月14日、政務官退任 後任は進藤金日子                                                          |                               | （参議院議員）                                  |          | [ 38 ]               |
| 上野通子   | 参現 | 栃木県                    | 安倍派 | 318万円  | 内閣総理大臣補佐官                        | 2023年12月14日、補佐官退任                                                                           |                               | （参議院議員）                                  |          | [ 38 ]               |
| 和田義明   | 衆現 | 北海道5区                 | 安倍派 | 990万円  | 防衛大臣補佐官                            | 2023年12月14日、補佐官退任 後任は高見康裕が2024年1月12日に就任                                       | 戒告                          | 北海道5区公認（比例重複不可） 公明党推薦        | 落選     | [ 38 ]               |
| 小泉龍司   | 衆現 | 埼玉11区                  | 二階派 | --       | 法務大臣                                  | 2023年12月20日、二階派を離脱                                                                         |                               | 埼玉11区公認                                    | 当選     | [ 64 ] [ 65 ]        |
| 自見英子   | 参現 | 比例区                    | 二階派 | --       | 国際博覧会担当大臣等                      | 2023年12月20日、二階派離脱を表明 （受理されず）                                                      |                               | （参議院議員）                                  |          | [ 66 ] [ 67 ]        |
| 中野英幸   | 衆現 | 埼玉7区                   | 二階派 | --       | 法務大臣政務官                            | 2023年12月20日、二階派を離脱                                                                         |                               | 埼玉7区公認                                     | 比例復活 | [ 64 ] [ 65 ]        |
| 二階俊博   | 衆現 | 和歌山3区                 | 二階派 | 3526万円 | 志帥会（二階派）会長                      | 2024年1月19日、二階派の解散を表明 2024年3月25日、次期総選挙不出馬表明                                | （不出馬表明済）              | 不出馬                                          |          | [ 38 ]               |
| 藤原崇     | 衆現 | 岩手3区                   | 安倍派 | 14万円   | 自由民主党青年局長                        | |                               | 岩手3区公認（比例重複不可） 公明党推薦          | 落選     | [ 38 ]               |
| 三ッ林裕巳 | 衆現 | 埼玉14区                  | 安倍派 | 2954万円 | 党国会対策副委員長                        | | 党役職停止1年                 | 非公認 無所属で埼玉13区立候補 公明党推薦        | 落選     | [ 38 ]               |
| 下村博文   | 衆現 | 東京11区                  | 安倍派 | 476万円  |                                           | | 党員資格停止1年               | 非公認 無所属で東京11区立候補                   | 落選     | [ 38 ]               |
| 若林健太   | 衆現 | 長野1区                   | 安倍派 | 368万円  |                                           | |                               | 長野1区公認（比例重複不可） 公明党推薦          | 落選     | [ 38 ]               |
| 田畑裕明   | 衆現 | 富山1区                   | 安倍派 | 68万円   | 衆議院厚生労働委員長                      | |                               | 富山1区公認（比例重複不可） 公明党推薦          | 当選     | [ 38 ]               |
| 稲田朋美   | 衆現 | 福井1区                   | 安倍派 | 196万円  | 自由民主党幹事長代理                      | |                               | 福井1区公認（比例重複不可） 公明党推薦          | 当選     | [ 38 ]               |
| 井原巧     | 衆現 | 愛媛3区                   | 安倍派 | 168万円  |                                           | |                               | 愛媛2区公認（比例重複不可） 公明党推薦          | 落選     | [ 38 ]               |
| 福井照     | 元衆 | 比例四国                  | 二階派 | 776万円  |                                           | |                               | --                                              |          | [ 68 ]               |
| 宮内秀樹   | 衆現 | 福岡4区                   | 二階派 | 161万円  |                                           | |                               | 福岡4区公認（比例重複不可） 公明党推薦          | 当選     | [ 38 ]               |
| 高橋はるみ | 参現 | 北海道                    | 安倍派 | 22万円   | 党女性局長                                | |                               | （参議院議員）                                  |          | [ 38 ]               |
| 丸川珠代   | 参現 | 東京都                    | 安倍派 | 822万円  | 党参議院幹事長代行                        | | 戒告                          | 東京7区公認（比例重複不可） （衆議院へ鞍替え）  | 落選     | [ 38 ]               |
| 野上浩太郎 | 参現 | 富山県                    | 安倍派 | 100万円  | 党参議院国会対策委員長                    | 2024年1月26日、参議院国対委員長を退任 後任は石井準一                                                 |                               | （参議院議員）                                  |          | [ 38 ]               |
| 宮本周司   | 参現 | 石川県                    | 安倍派 | 1482万円 | 参議院財政金融委員長                      | 2024年1月25日、委員長を辞任 後任は足立敏之                                                           | 党役職停止6カ月               | （参議院議員）                                  |          | [ 38 ]               |
| 太田房江   | 参現 | 大阪府                    | 安倍派 | 214万円  |                                           | |                               | （参議院議員）                                  |          | [ 38 ]               |
| 松川るい   | 参現 | 大阪府                    | 安倍派 | 204万円  | 党副幹事長                                | |                               | （参議院議員）                                  |          | [ 38 ]               |
| 末松信介   | 参現 | 兵庫県                    | 安倍派 | 584万円  | 参議院予算委員長                          | 2024年1月25日、委員長を辞任 後任は桜井充                                                             | 戒告                          | （参議院議員）                                  |          | [ 38 ]               |
| 石井正弘   | 参現 | 岡山県                    | 安倍派 | 378万円  |                                           | |                               | （参議院議員）                                  |          | [ 38 ]               |
| 江島潔     | 参現 | 山口県                    | 安倍派 | 280万円  | 党副幹事長                                | |                               | （参議院議員）                                  |          | [ 38 ]               |
| 北村経夫   | 参現 | 山口県                    | 安倍派 | 118万円  | 参議院外交防衛委員長                      | 2024年1月25日、委員長を辞任 後任は小野田紀美                                                         |                               | （参議院議員）                                  |          | [ 38 ]               |
| 山本順三   | 参現 | 愛媛県                    | 安倍派 | 58万円   |                                           | |                               | （参議院議員）                                  |          | [ 38 ]               |
| 長峯誠     | 参現 | 宮崎県                    | 安倍派 | 116万円  |                                           | |                               | （参議院議員）                                  |          | [ 38 ]               |
| 小森卓郎   | 衆現 | 石川1区                   | 安倍派 | 70万円   | 総務大臣政務官                            | 2024年1月31日、政務官退任 後任は西田昭二                                                             |                               | 石川1区公認（比例重複不可） 公明党推薦          | 当選     | [ 38 ]               |
| 加藤竜祥   | 衆現 | 長崎2区                   | 安倍派 | 10万円   | 国土交通大臣政務官等                      | 2024年1月31日、政務官退任 後任は尾﨑正直                                                             |                               | 長崎2区公認（比例重複不可） 公明党推薦          | 当選     | [ 38 ]               |
| 山谷えり子 | 参現 | 比例区                    | 安倍派 | 2403万円 |                                           | | 党役職停止1年                 | （参議院議員）                                  |          | [ 38 ]               |
| 林幹雄     | 衆現 | 千葉10区                  | 二階派 | 1608万円 |                                           | | 党役職停止1年                 | 不出馬                                          |          | [ 38 ]               |
| 武田良太   | 衆現 | 福岡11区                  | 二階派 | 1926万円 |                                           | | 党役職停止1年                 | 福岡11区公認（比例重複不可） 公明党推薦         | 落選     | [ 38 ]               |
| 平沢勝栄   | 衆現 | 東京17区                  | 二階派 | 1817万円 |                                           | | 党役職停止1年                 | 非公認 無所属で東京17区立候補                   | 当選     | [ 38 ]               |
| 衛藤征士郎 | 衆現 | 大分2区                   | 安倍派 | 1070万円 |                                           | | 党役職停止6カ月               | 大分2区公認 比例73歳以上定年対象 公明党推薦     | 落選     | [ 38 ]               |
| 簗和生     | 衆現 | 栃木3区                   | 安倍派 | 1746万円 |                                           | | 党役職停止6か月               | 栃木3区公認（比例重複不可） 公明党推薦          | 当選     | [ 38 ]               |
| 大塚拓     | 衆現 | 埼玉9区                   | 安倍派 | 994万円  |                                           | | 戒告                          | 埼玉9区公認（比例重複不可） 公明党推薦          | 落選     | [ 38 ]               |
| 杉田水脈   | 衆現 | 比例中国                  | 安倍派 | 1564万円 |                                           | | 党役職停止6か月               | 不出馬 （次期参院選比例区出馬予定）             |          | [ 38 ]               |
| 宗清皇一   | 衆現 | 比例近畿 （大阪13区）     | 安倍派 | 1408万円 |                                           | | 党役職停止6か月               | 大阪13区公認（比例重複不可） 公明党推薦         | 落選     | [ 38 ]               |
| 小田原潔   | 衆現 | 東京21区                  | 安倍派 | 1240万円 |                                           | | 党役職停止6か月               | 非公認 無所属で東京21区立候補                   | 落選     | [ 38 ]               |
| 上野宏史   | 元衆 | 比例南関東                | 安倍派 | 781万円  |                                           | |                               | --                                              |          | [ 62 ]               |
| 菅家一郎   | 衆現 | 比例東北 （福島4区）      | 安倍派 | 1289万円 |                                           | | 党役職停止6か月               | 非公認、不出馬                                  |          | [ 38 ]               |
| 加田裕之   | 参現 | 兵庫県                    | 安倍派 | 648万円  |                                           | | 戒告                          | （参議院議員）                                  |          | [ 38 ]               |
| 羽生田俊   | 参現 | 比例区                    | 安倍派 | 818万円  |                                           | | 戒告                          | （参議院議員）                                  |          | [ 38 ]               |
| 岡田直樹   | 参現 | 石川県                    | 安倍派 | 774万円  |                                           | | 戒告                          | （参議院議員）                                  |          | [ 38 ]               |
| 中山泰秀   | 元衆 | 大阪4区                   | 安倍派 | 908万円  |                                           | | 戒告                          | 大阪4区公認（比例重複不可） 公明党推薦          | 落選     | [ 38 ]               |
| 柴山昌彦   | 衆現 | 埼玉8区                   | 安倍派 | 896万円  |                                           | | 戒告                          | 埼玉8区公認（比例重複不可） 公明党推薦          | 当選     | [ 38 ]               |
| 西村明宏   | 衆現 | 宮城3区                   | 安倍派 | 554万円  |                                           | | 戒告                          | 宮城3区公認（比例重複不可） 公明党推薦          | 落選     | [ 38 ] [ 62 ]        |
| 関芳弘     | 衆現 | 兵庫3区                   | 安倍派 | 836万円  |                                           | | 戒告                          | 兵庫3区公認（比例重複不可） 公明党推薦          | 当選     | [ 38 ]               |
| 高鳥修一   | 衆現 | 比例北陸 （新潟6区）      | 安倍派 | 544万円  |                                           | | 戒告                          | 新潟5区公認（比例重複不可） 公明党推薦          | 落選     | [ 38 ]               |
| 細田健一   | 衆現 | 新潟2区                   | 安倍派 | 564万円  |                                           | | 戒告                          | 非公認 無所属で新潟2区立候補 自民党新潟県連推薦 | 落選     | [ 38 ]               |
| 中根一幸   | 衆現 | 比例北関東 （埼玉6区）    | 安倍派 | 1860万円 |                                           | | 党役職停止6か月               | 非公認 埼玉6区から無所属立候補                  | 落選     | [ 38 ]               |
| 吉野正芳   | 衆現 | 福島5区                   | 安倍派 | 660万円  |                                           | | 戒告                          | 不出馬                                          |          | [ 38 ]               |
| 根本幸典   | 衆現 | 愛知15区                  | 安倍派 | 420万円  |                                           | |                               | 愛知15区公認（比例重複不可） 公明党推薦         | 当選     | [ 38 ]               |
| 尾身朝子   | 衆現 | 比例北関東                | 安倍派 | 623万円  |                                           | | 戒告                          | 比例区単独選出議員 不出馬                       |          | [ 38 ]               |
| 山田修路   | 元参 | 石川県                    | 安倍派 | 365万円  |                                           | |                               | （参議院議員）                                  |          | [ 62 ]               |
| 義家弘介   | 衆現 | 比例南関東 （神奈川16区） | 安倍派 | 369万円  |                                           | |                               | 神奈川16区公認（比例重複不可） 公明党推薦       | 落選     | [ 38 ]               |
| 亀岡偉民   | 衆現 | 比例東北 （福島1区）      | 安倍派 | 348万円  |                                           | |                               | 福島1区公認（比例重複不可） 公明党推薦          | 落選     | [ 38 ]               |
| 上杉謙太郎 | 衆現 | 比例東北 （福島3区）      | 安倍派 | 309万円  |                                           | |                               | 無所属で福島3区立候補                           | 落選     | [ 38 ]               |
| 山田宏     | 参現 | 比例区                    | 安倍派 | 560万円  |                                           | | 戒告                          | （参議院議員）                                  |          | [ 38 ]               |
| 長尾敬     | 元衆 | 大阪14区                  | 安倍派 | 282万円  |                                           | |                               | （次期参院選比例区出馬予定）                    |          | [ 62 ]               |
| 鈴木英敬   | 衆現 | 三重4区                   | 安倍派 | 280万円  |                                           | |                               | 三重4区公認（比例重複不可） 公明党推薦          | 当選     | [ 38 ]               |
| 吉川有美   | 参現 | 三重県                    | 安倍派 | 240万円  |                                           | |                               | （参議院議員）                                  |          | [ 38 ]               |
| 西田昌司   | 参現 | 京都府                    | 安倍派 | 411万円  |                                           | |                               | （参議院議員）                                  |          | [ 38 ]               |
| 今村洋史   | 元衆 | 比例東京                  | 安倍派 | 220万円  |                                           | |                               | 非公認、不出馬                                  |          | [ 38 ]               |
| 細田博之   | 元衆 | 島根1区                   | 安倍派 | 210万円  |                                           | 2023年11月10日、死去                                                                                 | --                            | （故人）                                        |          | [ 62 ]               |
| 井上義行   | 参現 | 比例区                    | 安倍派 | 178万円  |                                           | |                               | （参議院議員）                                  |          | [ 38 ]               |
| 森雅子     | 参現 | 福島県                    | 安倍派 | 282万円  |                                           | |                               | （参議院議員）                                  |          | [ 38 ]               |
| 佐々木紀   | 衆現 | 石川2区                   | 安倍派 | 184万円  |                                           | |                               | 石川2区公認（比例重複不可） 公明党推薦          | 当選     | [ 38 ]               |
| 木村次郎   | 衆現 | 青森3区                   | 安倍派 | 236万円  |                                           | |                               | 青森3区公認（比例重複不可） 公明党推薦          | 落選     | [ 38 ]               |
| 谷川とむ   | 衆現 | 比例近畿 （大阪19区）     | 安倍派 | 188万円  |                                           | |                               | 大阪19区（比例重複不可） 公明党推薦             | 落選     | [ 38 ]               |
| 岩城光英   | 元参 | 福島県                    | 安倍派 | 132万円  |                                           | |                               | --                                              |          | [ 62 ]               |
| 赤池誠章   | 参現 | 比例区                    | 安倍派 | 268万円  |                                           | |                               | （参議院議員）                                  |          | [ 38 ]               |
| 福田達夫   | 衆現 | 群馬4区                   | 安倍派 | 98万円   |                                           | |                               | 群馬4区公認（比例重複不可） 公明党推薦          | 当選     | [ 38 ]               |
| 礒崎陽輔   | 元参 | 大分県                    | 安倍派 | 82万円   |                                           | |                               | --                                              |          | [ 62 ]               |
| 衛藤晟一   | 参現 | 比例区                    | 二階派 | 80万円   | 党党紀委員長                              | 2024年3月19日、委員長辞任 後任は逢沢一郎                                                             |                               | （参議院議員） 次期参院選不出馬予定             |          | [ 38 ]               |
| 古田圭一   | 元衆 | 比例中国                  | 安倍派 | 42万円   |                                           | |                               | --                                              |          | [ 62 ]               |
| 加納陽之助 | -    | 大阪15区                  | 安倍派 | 40万円   |                                           | |                               | 大阪10区公認（比例重複不可） 公明党推薦         | 落選     | [ 38 ]               |
| 山田美樹   | 衆現 | 東京1区                   | 安倍派 | 76万円   |                                           | |                               | 東京1区公認（比例重複不可） 公明党推薦          | 落選     | [ 38 ]               |
| 岸信夫     | 元衆 | 山口2区                   | 安倍派 | 30万円   |                                           | |                               | --                                              |          | [ 62 ]               |
| 石田昌宏   | 参現 | 比例区                    | 安倍派 | 26万円   |                                           | |                               | （参議院議員）                                  |          | [ 38 ]               |
| 加藤寛治   | 元衆 | 長崎2区                   | 安倍派 | 26万円   |                                           | |                               | --                                              |          | [ 62 ]               |
| 中川雅治   | 元参 | 東京都                    | 安倍派 | 20万円   |                                           | |                               | --                                              |          | [ 62 ]               |
| 越智隆雄   | 衆現 | 比例東京 （東京6区）      | 安倍派 | 84万円   |                                           | |                               | 非公認、不出馬                                  |          | [ 38 ]               |
| 長崎幸太郎 | 知事 | -                         | 二階派 | 1182万円 |                                           | |                               | （山梨県知事）                                  |          | [ 69 ]               |
| 馳浩       | 知事 | -                         | 安倍派 | 601万円  | 日本維新の会顧問                          | |                               | （石川県知事）                                  |          | [ 62 ]               |

### 東京都議会自民党所属議員への問題波及
衆議院選挙後の2024年12月、自民党所属の東京都議会議員会派「都議会自民党」においても、同会派が開いた政治資金パーティーの収入の一部が政治資金収支報告書に記載されていなかったとする記事が報道された。パーティー券を販売したのに収入を記載しなかった額が100万円を超える都議らが約10人いたという。都議会自民党と都議側で収入を分配する仕組みがあり、組織ぐるみで不透明な資金処理が行われていた。
2025年1月17日、東京地検特捜部は政治資金パーティーで、都議会議員が販売ノルマを超えて集めた分などの収入およそ3500万円を政治資金収支報告書に記載していなかったなどとして、東京地検特捜部は会派の会計担当者を政治資金規正法違反の虚偽記載の罪で略式起訴した。政治資金パーティーでは都議1人あたり50枚、金額にして100万円分の販売ノルマがあったが、それを超えて100枚目までは全額を、101枚以上については半額を会派に納めずに手元に残すいわゆる「中抜き」が行われ、会派と都議側の収支報告書に収入として記載されていなかったという。なお、中抜きを行った都議については不記載の額が数百万円以下にとどまるとみられ立件されなかった。
2025年は任期満了に伴う東京都議会議員選挙が行われる予定であるが、この問題の影響で自民党は都議選の公認予定候補者を1月に入っても発表できない状態が続いていた。
同年1月23日、都議会自民党は政治資金パーティー券収入を収支報告書に記載していなかった都議および都議経験者26人の氏名とそれぞれの不記載額を発表した。この中には現職の東京都議会議長である宇田川聡史が含まれており、都議会議長を辞職することとなった。また、宇田川を含む都議会自民党幹事長経験者6名について次期都議選については非公認とすることを決定した。

## タイムライン

### 2022年11月 - 2023年11月
2022年11月6日、しんぶん赤旗日曜版は「自民党5派閥が政治資金パーティー券を20万円超購入した大口購入者の名前を政治資金収支報告書に記載せず、長年にわたり脱法的隠蔽を行っていたことが分かった」と報じた。同紙によれば、「不記載は2018年～2020年の3年間で少なくとも59件、額面で計2422万円分に上る」とされた。
このスクープ記事中でコメントを求められたことをきっかけに、神戸学院大学教授の上脇博之は独自に調査を開始した。
同月、上脇は自民党の派閥の会計責任者らに対する政治資金規正法違反（不記載・虚偽記入）の容疑での1回目の告発状を東京地方検察庁に提出した。その後も正月返上で告発状を書き続けた。この告発文書には「パーティー券の内訳の明細がないのはおかしい。これは恐らく裏金がつくられているのではないか。捜査してほしい」と記載していた。
2023年10月、上脇は、自民党5派閥が政治資金パーティーの収入を2018～2021年分の政治資金収支報告書に計4168万円分を過少記載したとする告発状を東京地検に提出した。
以下、各派閥の記載漏れの内訳。
| 清和政策研究会 (安倍派) | 1952万円 |
| 志帥会 (二階派)         | 974万円  |
| 平成研究会 (茂木派)     | 620万円  |
| 志公会 (麻生派)         | 410万円  |
| 宏池政策研究会 (岸田派) | 212万円  |
| (合計)                  | 4168万円 |

安倍派が各派閥の200万～900万円台と比べて突出していることが同月までの告発状により明らかとされた。政治団体「清和政策研究会」の代表者ならびに会計責任者は、派閥の事務局長として事務方を取り仕切っている松本淳一郎。松本はNTT社員や日本会議杉並支部長などをつとめた人物で、同じNTT出身の世耕弘成の紹介で2019年に現在の役職に就いた。
同年11月2日、読売新聞が上脇の告発状提出を報じ、派閥の裏金づくりの疑惑が表面化した。読売の配信記事は読者会員限定の記事だったため一般の読者は本文を読めなかった。その後11月18日にNHKが報道。東京地検特捜部が5派閥の担当者に任意の事情聴取を要請し、聴取を進めていることが明らかとなり、裏金問題は全国的に知られるところとなった。安倍派は11月24日までに54か所の収支報告書の訂正に追い込まれた。
同年11月21日、衆議院予算委員会で立憲民主党の大西健介が派閥の不記載問題を追及。岸田文雄首相は「裏金うんぬんという指摘には当たらない」と答弁し、「説明責任は各政策集団（派閥）が果たすべきだ」と述べた。
同年11月24日、総務省は2022年分の政治資金収支報告書を公表。自民党5派閥がそれぞれ同年に開催した政治資金パーティーの収入額もあわせて公表された。金額は清和政策研究会が9480万円、志帥会が1億8845万円、平成研究会が1億8142万円、志公会が2億3331万円、宏池政策研究会が1億8328万円。安倍派はパーティ開催時で所属国会議員94人を有する最大派閥であるにもかかわず収入の金額が著しく低いことが明らかとなった。
同年11月29日、文春オンラインは、安倍派の2021年の政治資金パーティーの大口購入者35社のうち3割以上の13社が、池田佳隆の政治団体に献金またはパーティー券を購入したことのある支援企業であり、また2022年の大口購入者17社のうち3割以上の6社が池田の支援企業であると報じた。安倍派関係者は取材に対し「池田氏は異常なほどパーティー券をさばいていると言っていい」と答えた。
同日、NHKが、一部の派閥が所属する議員ごとにパーティー券の販売ノルマを設定し、ノルマを超えた分の収入を議員側に戻していたことを示すリストを作成していたことが分かったと報道。
同年11月30日、安倍派は自民党本部で会合を開催。派閥の事実上トップの座長を務める塩谷立は、記者団から、ノルマを超えて政治資金パーティーのパーティー券を販売した議員に資金のキックバックがあったかどうかを問われると「あったと思う」と語った。しかしその5時間後、自らが還流を認めた発言について、「事実確認しておらず、撤回したい」と釈明した。そして記者団に対し「精査する」という言葉を繰り返した。

### 2023年12月1日 - 12月7日
12月1日
朝日新聞が、自民党5派閥が開いた政治資金パーティーをめぐる問題で、安倍派が、所属議員が販売ノルマを超えて集めた分の収入を裏金として議員側にキックバックする運用を組織的に続けてきた疑いがあるとスクープした。安倍派は2018～2022年に毎年1回パーティーを開き、計6億5884万円の収入を政治資金収支報告書に記載している。一方、収入・支出のいずれにも記載していない裏金の総額は直近5年間で1億円を超えるとされ、共同通信は「実際のパーティー収入は少なくとも8億円前後に膨らむ可能性がある」と報じた。清和政策研究会の政治資金収支報告書の記載内容は下記のとおり。
| 年月日        | パーティー名                 | 会場               | 収入        | 購入者数 | 出典  |
| ------------- | ---------------------------- | ------------------ | ----------- | -------- | ----- |
| 2018年5月22日 | 清和政策研究会との懇親の集い | 東京プリンスホテル | 2億802万円  | 7,021人  | [81]  |
| 2019年5月21日 | 清和政策研究会との懇親の集い | 東京プリンスホテル | 1億5338万円 | 5,177人  | [101] |
| 2020年9月28日 | 清和政策研究会との懇親の集い | 東京プリンスホテル | 1億262万円  | 3,464人  | [102] |
| 2021年12月6日 | 清和政策研究会との懇親の集い | 東京プリンスホテル | 1億2万円    | 3,376人  | [94]  |
| 2022年5月17日 | 清和政策研究会との懇親の集い | 東京プリンスホテル | 9480万円    | 3,200人  | [89]  |
| （合計）      |                              |                    | 6億5884万円 |          |       |
パーティー券は通常1枚2万円であるため、販売枚数が推計できるが、枚数に対する購入者の比率は2018年から2022年にかけてすべて「0.675」で統一されている。日本大学名誉教授の岩井奉信は「絶対にあり得ない」とし、安倍派は政治資金収支報告書に架空の購入者数を記入したとみられる。
時効にかからない2018年以降の清和政策研究会の事務総長と会長の変遷は下記のとおり。
| 年月日         | 事務総長 | 会長     |
| -------------- | -------- | -------- |
| 不詳           | 塩谷立   | 町村信孝 |
| 2014年12月25日 | 塩谷立   | 細田博之 |
| 2018年1月25日  | 塩谷立   | 細田博之 |
| 2018年1月25日  | 下村博文 | 細田博之 |
| 2019年9月11日  | 下村博文 | 細田博之 |
| 2019年9月12日  | 松野博一 | 細田博之 |
| 2021年10月6日  | 松野博一 | 細田博之 |
| 2021年10月7日  | 西村康稔 | 細田博之 |
| 2021年11月10日 | 西村康稔 | 細田博之 |
| 2021年11月11日 | 西村康稔 | 安倍晋三 |
| 2022年7月8日   | 西村康稔 | 安倍晋三 |
| 2022年7月8日   | 西村康稔 | （空席） |
| 2022年8月10日  | 西村康稔 | （空席） |
| 2022年8月25日  | 高木毅   | （空席） |
午前、松野博一内閣官房長官は首相官邸で記者会見を開催。松野は安倍派の意思決定機関「常任幹事会」に幹事として名を連ねており、記者から裏金問題の詳細説明を求められるが、「政府の立場としてお答えは差し控えたい」と繰り返し、回答を避けた。松野が安倍派の事務総長をしていたとき（2019年9月～2021年10月）にキックバックはあったのかとの質問に対しても、「先ほど申し上げたが、個々の政治団体や私の政治活動に関するお尋ねについては、政府の立場としてお答えは差し控えさせていただきたい」と答えた。
12月3日
朝日新聞が、二階派でも所属している議員が販売のノルマを超過して集めた分を派閥側の政治資金収支報告書の収入に記載しない運用をしていた疑いがあると報じた。記載しなかった総額は安倍派と同じ1億円を超えるとされた。志帥会（二階派）の政治資金収支報告書の記載内容は下記のとおり。
| 年月日        | パーティー名                         | 会場                 | 収入             | 購入者数 | 出典  |
| ------------- | ------------------------------------ | -------------------- | ---------------- | -------- | ----- |
| 2018年4月23日 | 強くしなやかに共に生きる             | ホテルニューオータニ | 2億1744万7555円  | 8,371人  | [108] |
| 2019年5月9日  | 新しい時代に進める「強靭な国づくり」 | ホテルニューオータニ | 2億4940万円      | 9,976人  | [109] |
| 2020年10月7日 | ワンチームで時代を前へ 輝け日本！    | ホテルニューオータニ | 2億2767万円      | 9,106人  | [110] |
| 2021年9月24日 | 新たな時代の国家戦略                 | ホテルニューオータニ | 2億7802万7583円  | 11,121人 | [111] |
| 2022年5月16日 | 志帥会と同志の集い                   | ホテルニューオータニ | 1億8845万1308円  | 7,538人  | [90]  |
| （合計）      |                                      |                      | 11億6099万6446円 |          |       |
12月6日
内閣記者会に所属する報道各社は疑惑解明のため、松野に対し記者会見で説明するよう書面で申し入れた。
12月7日
松野は報道各社が求めていた会見要請を拒否する意向を示した。
政治団体「清和政策研究会」の代表者兼会計責任者の松本淳一郎が東京地検特捜部の任意の事情聴取に対し、ノルマ超過分のキックバックについて「事務総長に報告した」と説明していることが明らかとなった。

### 2023年12月8日 - 12月18日
12月8日
朝日新聞が、松野が直近5年間で安倍派から1千万円を超える裏金のキックバックを受け、政治資金収支報告書に記載していない疑いがあるとスクープした。
衆議院と参議院でそれぞれ予算委員会が開催。松野は自分自身に対し裏金疑惑が降りかかったことから集中砲火を浴びた。「キックバック受け取られましたか」と聞かれると「私の政治団体についても精査して適切に対応して参りたいと考えております」と答え、「お金は受け取りましたか」と聞かれると「私の政治団体についても精査して適切に対応して参りたいと考えております」と答え、同文の答弁を繰り返した。岸田文雄首相は野党からの官房長官更迭要求を拒み、松野をかばった。
夜、NHKは、高木毅と世耕弘成が直近5年間で1000万円を超える裏金のキックバックを受けた疑いがあると報道。
12月9日
朝日新聞は、松野、高木、世耕のほか、安倍派座長の塩谷立、自民党政調会長の萩生田光一、経済産業大臣の西村康稔についても裏金のキックバックを受けた疑いがあると報道。
午前の読売新聞や毎日新聞の記事により、岸田が松野官房長官を交代させる方針を固めたことが明らかとなった。午後には西村、高木の交代も検討されているとの報道がなされた。
12月10日
朝日新聞は、大野泰正が直近5年間で5,000万円超、池田佳隆と谷川弥一がそれぞれ4,000万円超の裏金のキックバックを受けた疑いがあると報道。朝日新聞は前日までの各紙の報道をもとに「安倍派5人衆一掃」と見出しに掲げた。
NHKは、直近5年間に1,000万円を超えるキックバックを受けた議員は松野らのほか、橋本聖子元東京オリンピック・パラリンピック担当大臣など10人以上いるとみられると報じた。
毎日新聞の報道によれば、岸田は事実上の更迭という形で高木、西村、萩生田を交代させる方針を固めたとされた。また、同日のテレビ朝日の報道によれば、安倍派から所属している議員に対して、「収支報告書に記載しないでほしい」と指示があったとされた。
時事通信の報道によれば、安倍派の複数の議員側が数千万円の還流を受けた上に、政治資金収支報告書に記載していない疑いがあることがわかり、その裏金の総額は安倍派だけで数億円規模に上るという。
報道陣が事実関係を谷川弥一に確認すると、谷川は「読み上げますよ。清和政策研究会のパーティー券の問題について、刑事告発を受けている案件でもあり、事実関係を慎重に調査・確認をして、適切に対応してまいりたい」と答えた。ノルマや今後の議員活動に関する質問が続くと「だから今言った通りって言っているでしょ。今言った通り」と述べ、「頭悪いね。質問しても、これ以上、今日言いませんと言っているじゃない。わからない？」と記者を責めた。事態を重く見た地元テレビ局の長崎文化放送は谷川への取材の模様の動画をノーカットで配信した。
東京地検特捜部が12月13日の臨時国会の閉会後に、安倍派の幹部らを任意で事情聴取することが明らかとなった。本格化する捜査に対応するため、東京地検特捜部では、全国から検事を集めて、およそ50人の態勢を動員するという。
岸田は、安倍派所属の閣僚4人、副大臣5人、大臣政務官6人の政務三役15人について、全員交代させる意向を固めた。
12月11日
ある自民党の関係者がTBSテレビの単独インタビューで、安倍派での裏金問題について「議員の関与は絶対ある」と証言した上で、「『ついては、このぐらいの金額のキックバックを渡してきたいというふうに思ってます』というのは、事務方がそんな権限を多分持っていないので『分かった』という了承を得なければ、それはできないと思いますね」とも証言した。また、キックバックの実態についても「例えば、よくあるのは、A派閥が嫌になって、B派閥に行ったとか、C派閥からB派閥に行ったっていったら、その人はそのシステムを持って他派閥に行くわけでしょう。なので、これはもう共有された話だったと思いますので、これから各派閥、多分戦々恐々としてると思いますよ」とも証言している。さらに、安倍派がこの5年間で1億円を超える裏金があったのではないかと指摘されていることに、「額が少なすぎる。相当なプール金があると思う」という認識を示した。
12月12日
NHKが関係者への取材で、岸田派でも実際にパーティーで集めた収入よりも少ない金額が政治資金収支報告書に記載していたことが明らかにされた。
朝日新聞は、以前に報じた直近5年間の安倍派の所属議員へキックバックした裏金の総額を修正。関係者への取材をもとに「総額は約5億円に上る」と報じた。
毎日新聞が関係者への取材で、東京地検特捜部が、最大派閥の安倍派を集中的に捜査する方針であることが明らかになった。特捜部では、臨時国会の会期末にあたる12月13日以降に、議員側への聴取を本格化させることにしていて、主要な捜査対象は組織的還流が疑われている安倍派で、その安倍派の歴代の幹部も捜査の対象に含まれているという。
読売新聞によると、安倍派がパーティー券の販売のノルマを超過した分を所属している議員側に現金で還流させたうえに、その分を政治資金収支報告書に記載しないように求めていたという。東京地検特捜部では、安倍派の実務を取り仕切る事務総長を経験した人を含め、数十人の所属している議員への事情聴取を検討しているという。また、東京地検特捜部では、政治資金規正法の違反（不記載、虚偽記入）の容疑の適用を視野に、既に一部の議員の秘書らの聴取を開始しているという。
安倍派の三ッ林裕巳が1000万円を超えるキックバックを受け、収支報告書に記載していない疑いがあることがわかった。
二階派の小泉龍司法務大臣は参議院法務委員会で、政治資金パーティーの販売ノルマを超えた分について、同派閥からキックバックを受けていたと答弁した。
午前、岸田首相は、交代させる意向を固めている安倍派所属の政務三役計15人のうち、松野、西村、鈴木淳司総務相、宮下一郎農林水産相の4閣僚交代の人事を14日に先行して実施する方向で調整に入った。午後、立憲民主党が提出した松野官房長官の不信任決議案は衆議院本会議で採決され、自民、公明の与党などの反対多数で否決された。否決の見通しが立っていた前日、日本共産党の宮本徹は自身のX（旧Twitter）に「更迭を考えているのに、自民党はどういう理由で信任するのか。説明がつかない」と投稿し、与党の方針を批判した。
午後、岸田は側近の木原誠二を遣わして、浜田靖一に官房長官就任を打診したが、浜田は「自分にはできない」と固辞した。夕方、岸田は世耕を遣わして、阿達雅志に外務副大臣就任を打診したが、阿達は「体力がもたない」として断った。
岸田は安倍派所属の閣僚ら15人を政権から一掃することを12月10日に決断したが、安倍派内から「当選1回など議員歴が短い政務官が対象となるのはおかしい」などと反発が出たため、政務官6人については方針を修正し、辞任は自主判断とする意向を固めた。
12月13日
産経新聞が報じているところによれば、東京地検特捜部が、3つのルートを政治資金規正法（不記載・虚偽記載など）の違反の疑いで、重点的に捜査をしているという。その3つのルートは、「安倍派のノルマ超過分のパーティー収入と所属議員に還流した分の支出が記載されていない派閥としての不記載疑惑」と「安倍派から還流された分を所属議員の関連団体が記載していない議員側の不記載疑惑」、それに、「二階派（志帥会）のパーティー収入の一部が記載されていない派閥としての不記載疑惑」だという。
毎日新聞が報じたところによれば、東京地検特捜部の事情聴取に対して、安倍派に所属している議員の秘書らが「キックバック（還流）を収支報告書に記載しないのは派閥からの指示だった」と証言しているという。関係者によれば、複数の秘書らが東京地検特捜部に対して、同様の趣旨の供述をしているという。毎日新聞の取材によれば、安倍派の議員の関係者は、派閥側から「収支報告書に載せなくて大丈夫と強く言われた」と証言しており、この還流資金を議員側の政治資金収支報告書に記載しないことについて、「派閥のルール」と受け止めた上で、その問題意識を持つことが無かったという。また、ノルマを超過した分は議員事務所の収入になるため、「パーティー券の販売を頑張ろうという気持ちになった」とも述べている。
読売新聞が報じたところによれば、安倍派が、パーティー券の収入の一部をキックバックした安倍派に所属している議員の名前やその金額を示す記録を作成していたという。この記録は、安倍派の会計担当職員が作成したもので、それぞれの議員の秘書らとの間で、現金の受け渡しや要請を行い、さらに、ノルマを超過した分を含めたパーティの収入の金額や還流した議員の名前と金額などを示す記録を作成していたという。この記録を東京地検特捜部では、任意の捜査の過程で入手しており、この記録などを基に東京地検特捜部は安倍派に所属している議員から一斉に聴取をすることになっている。
TBSテレビの報道により、およそ20人の安倍派に所属している議員側が、この5年間で1000万円を超えるキックバックを受けた可能性があることが明らかにされた。
文春オンラインが、西村康稔の事務所関係者や経済産業省の関係者の証言をもとに、西村が2023年10月から12月8日にかけて「架空の政治資金パーティー」を3回にわたって開催したと報じた。
衆議院議員で元文科副大臣の池田佳隆の事務所が、安倍派からの収入を政治資金収支報告書に記載していないことを認めた。関係者によれば、12月13日までに2020年から2022年までの政治資金収支報告書を修正し、還流分約3200万円を寄付として計上したとされる。　
宮澤博行防衛副大臣は、安倍派から箝口令が敷かれていると明かしたうえで、安倍派から収支報告書の不記載の指示があったと、国会内で答えた。キックバックの金額は3年間で140万円で、様々な団体の年会費や政治的な交際費に使っていたと答えた。
午後、立憲民主党が提出した内閣不信任決議案の採決が衆議院本会議で行われ、自民、公明両党などの反対多数で否決された。
12月14日
東京地検特捜部が、近く安倍派側の強制捜査に乗り出す方針であることが明らかになった。また、産経新聞によれば、数十人規模にわたる国会議員に対する任意での事情聴取を本格化させることにしていて、議員側で派閥の事務総長の経験者に対する事情聴取を検討しており、還流を受けた議員本人に対しても、記載していなかったことについての経緯について、任意での事情聴取を進めることにしている。読売新聞によれば、東京地検特捜部では、安倍派が政治資金パーティーの収入の一部の還流に加え、政治資金収支報告書に記載しない処理を組織的に行っていた疑いが強くなった為、実態の解明のためには、強制調査が必要だと判断したという。
毎日新聞は、関係者への取材で裏金化していた安倍派に所属している議員側を一斉聴取する方針であることを伝えた。聴取の対象は数十人に上るという。また、毎日新聞が複数の関係者に取材したところによれば、安倍派では、還流された資金については、現金という形でやり取りが行われ、派閥側から議員本人が受け取るケースがあったことが明らかになった。
フジテレビは、東京地検特捜部が安倍派に所属している議員に任意の事情聴取を要請した上で、日程の調整を始めたことを伝えた。また、関係者に取材したところによれば、2022年に開催されたパーティー後に、派閥が還流した資金を「派閥ではなく、議員個人が開いたパーティー収入として、収支報告書に記載してほしい」と、派閥側から議員側に要請した疑いがあり、それまでの安倍派内における手口を問題視する声を受けて、実態を隠そうとして、計上の方法を変えようとしていた疑いがある。
日本テレビは、安倍派と二階派に対し、週明け（2023年12月18日月曜日以降）にも東京地検特捜部が強制捜査に乗り出す方針を固め、派閥側の関係先への家宅捜索に乗り出すことを伝えた。この時点で、東京地検特捜部は捜査態勢を100人以上に拡充しているという。
TBSテレビは、関係者への取材として、東京地検特捜部の任意の聴取に対して、還流を受けた安倍派の議員の秘書が「派閥の指示で報告書に記載しなかった」と説明していることを伝えた。
日本経済新聞は、関係者への取材で、東京地検特捜部が安倍派の幹部を含む複数議員に対して、事情聴取を要請したことを伝えた。TBSテレビは、安倍派に所属している国会議員が、東京地検特捜部から事情聴取の要請を受けたことを伝えた。
午前、松野官房長官、西村経済産業大臣、鈴木総務大臣、宮下農林水産大臣、堀井学内閣府副大臣、堀井巌外務副大臣、青山周平文部科学副大臣、酒井庸行経済産業副大臣、宮澤防衛副大臣、佐藤啓財務大臣政務官、上野通子内閣総理大臣補佐官、和田義明防衛大臣補佐官の安倍派所属の各政務三役・補佐官が辞表を提出し、受理された。また、党幹部では萩生田政調会長、高木国会対策委員長、世耕参議院幹事長が辞表を提出した。岸田首相は当初、安倍派の政務三役15人のうち政務官6人についても更迭する意向だったが、安倍派内から反発が出たため、当選1回の小森卓郎、塩崎彰久、石井拓、加藤竜祥、松本尚の5人については留任とし、当選2回の佐藤啓のみを交代させた。
鈴木は退任時の記者会見で「しっかり調べないと分からないが、秘書と話をしたところ、（資金の還流は）ほんのわずかにあるようだ」と述べ、否定の立場から一転して資金還流があったことを認める発言をした。堀井学は取材に応じ、ノルマの超過分に対する安倍派からのキックバックとして、2018～22年の5年間に1200万円を受け取り裏金にしていたことを認めた。
12月15日
朝日新聞が関係者への取材で、東京地検特捜部が行っている任意の聴取に、安倍派議員の秘書が、派閥側の指示として、「党から議員個人に支給された、記載義務がない政策活動費なので、政治団体の収入には記載する必要ない」と説明されたことを供述していると伝えた。東京地検特捜部では、派閥側が還流した裏金を、政策活動費という虚偽の名目で隠蔽した可能性があるとして、捜査を進めている。
読売新聞は、東京地検特捜部が安倍派の会計責任者を、政治資金パーティーの収入の一部を政治資金収支報告書に記載していなかったとして、政治資金規正法違反（不記載、虚偽記入）の容疑での立件を検討していると伝え、会計責任者が東京地検特捜部に対して、その政治資金収支報告書に記載していなかったという事実関係を認めた上で、その還流の仕組みについても説明をしているとも伝えた。
時事通信が関係者への取材で、安倍派側が、実際に書かれた収入額の資料とは別に、政治資金収支報告書に記載する金額が書かれた資料を作成していたと伝えた。
TBSテレビは関係者への取材で、安倍派の議員秘書らが東京地検特捜部の事情聴取に対して、「党から議員に支給された政策活動費にあたるため、政治資金収支報告書に記載する必要が無いと派閥側から説明を受けた」とキックバックについて説明したことを伝えた。東京地検特捜部から事情聴取の要請を受けた安倍派の関係者は、TBSテレビの取材に「政治資金収支報告書の原本など様々な資料を持参するよう言われた」と話した上で「相当な人数が聴取されるため、場所も複数に分かれるようだ」と述べ、捜査の規模の大きさを指摘している。
日本テレビは関係者への取材で、東京地検特捜部が行っている任意の事情聴取に、キックバックを受けた議員側が、安倍派側から、「領収書の受け取りを拒否された」と説明していると伝えた。これは、安倍派に所属している議員が、安倍派の派閥事務所において、現金という形で、キックバックを受けた際に、領収書を渡そうとした際に、派閥側が「慣例でいらないことになっている」と、受け取りを拒否されたという。
NHKは関係者への取材で、東京地検特捜部の任意の事情聴取に安倍派に所属している議員の複数の秘書が、「派閥側からのキックバックは現金で受け取り、政治資金収支報告書に記載しないよう指示された」などと説明しているという。東京地検特捜部は、キックバックを受けた金額が多い議員を中心に任意の事情聴取を要請しており、派閥側に加え、議員本人の認識といった、不透明な政治資金の流れの実態解明を本格化させるものと見られる。
TBSテレビは政府関係者の話として、今回の問題を受け、岸田総理が近日中に自民党の幹部に対して、政治改革に向けた議論を始めるよう指示をする方針であることを伝えた。この政治改革に向けた議論では、「閣僚や党幹部に就任した議員が派閥に所属しないようにすること」と「政治資金規正法を改正する必要性」について議論が行われ、2024年1月に召集されることになっている通常国会までに提言をまとめたいとしている。
12月16日
産経新聞は関係者への取材で、東京地検特捜部が、安倍派からパーティー券の販売のノルマを超過した分を政治資金収支報告書に記載せずに還流を受けた所属している議員側について、還流分の金額や使途に加え、議員の関与の3点を重点的に捜査していることが明らかになった。東京地検特捜部では、この3点の判断基準を中心に悪質性を見極めた上で、政治資金規正法違反（不記載、虚偽記載）の罪で刑事処分を行う際の判断基準にするという。なお、この判断基準の一端が明らかになるのはこれが初めてとなる。東京地検特捜部では、この判断基準を中心に悪質性などを総合的に判断して、議員の関連団体の会計責任者や議員本人に対して、起訴するかどうかを判断する模様。
読売新聞は関係者の話として、安倍派に所属している一部の議員に対して、任意の事情聴取に着手し、週明けの2023年12月18日から重点的に任意の事情聴取を行うという。この事情聴取では、高額の還流を受けた議員らを中心に行って、金額や使い道、それに、政治資金収支報告書に記載しなかった経緯や認識について確認を行う。また、東京地検特捜部では、安倍派の所属議員の大半の秘書から任意の事情聴取を行っていて、このうち、複数の秘書が、取り調べの中で、派閥から還流された現金を「収支報告書に記載しないよう派閥から指示があった」を供述しているということで、その秘書らからの聴取結果も踏まえて、派閥側が裏金化を主導したという見方を強め、安倍派の会計責任者に対して、政治資金規正法違反（不記載、虚偽記入）の容疑での立件を検討している。
毎日新聞は関係者への取材で、安倍派がノルマを超過したパーティー券の収入を議員側に還流する際に、「戻し」という言葉を使用して、現金を渡していた疑いがあることがあるといい、東京地検特捜部でもこのようなやり取りがあったことが把握していて、派閥と議員側の双方が裏金化を認識していたとみていると伝えている。安倍派の場合、パーティー券を購入した企業や団体に派閥の口座に代金を振り込んでもらい、それに、議員側が東京都千代田区の派閥の事務所にパーティーの売上金を持ってきたりして、派閥に収入を報告した上で、派閥側がノルマ分を差し引いた金額を議員側に戻して、資金を還流させていたという。その際、派閥側は還流された資金を「戻し」や「バック」と呼んで、現金という形で議員本人や秘書に手渡していたとされ、派閥側のみならず、大半の議員側でもノルマの超過分が還流する仕組みを認識した上で裏金化をしていたとみているという。
日本テレビは関係者への取材で、東京地検特捜部による安倍派に所属している議員への任意の事情聴取がこの日から開始することを伝えている。この任意の事情聴取は、高額な還流を受けたとされる安倍派に所属している議員から、順次聴取を行っていって、政治資金収支報告書に記載していなかったことについての議員の認識などを確認するという。
フジテレビは関係者への取材で、安倍派側から1000万円を超える還流を受けた議員が20人ほどに上る可能性があるといい、その還流を受けた議員の中には、すでに東京地検特捜部の任意の事情聴取の日程が決まった議員もいるという。今後、捜査は派閥側と議員側との同時並行で行われるという。
TBSテレビは関係者への取材で、東京地検特捜部が、この週末から週明け（2023年12月16日から12月18日）にかけ、安倍派に所属している議員の一部に対して事情聴取を行うといい、この捜査は国会議員本人に対する事情聴取という新しい段階を迎えたことになる。また、安倍派では宮沢博行衆議院議員が、すでに、還流の存在に加え、派閥側から口止めをされていたことを認めており、それを含めて、東京地検特捜部では、議員本人に対する事情聴取によって、議員側の認識に加え、還流された金の使い道について詳しく調べるという。
その後、フジテレビは関係者への取材で東京地検特捜部が安倍派に所属している議員への任意の事情聴取を開始したことを伝えた。日本テレビは関係者への取材で12月16日から、安倍派に所属している議員に対する任意の事情聴取を始めていて、週明けにかけ、集中的に安倍派に所属している複数の議員に対する任意の事情聴取を行うことにしているという。
自民党内で長年にわたって中央政界に関わってきたある関係者は、NHKの取材にパーティー券の収入を巡るこの問題について「キックバックがあって、それを政治資金収支報告書に報告していなかった、全く裏金化してしまったということだ。修正がきかないような額が多年度にわたって続いていれば、それはうっかりという言い逃れはできない。政治資金の透明化については、リクルート事件の時から言われているが、そこの部分が全く不透明だったということではないか」と指摘した。そのリクルート事件を受けて1989年（平成元年）に自民党が掲げた「政治改革大綱」について触れた際に「35年もたつと、喉元過ぎればではないが、みんなリクルート事件を忘れてしまったということだろう。みんなやはりどこか忘却の彼方ではないが、忘れ去ってしまって、だんだんと形骸化してきているのではないか」と指摘した上で「平成4年（1992年）に自民党の政治改革本部が作った政治改革の基本方針に、党の役員は派閥から抜けましょうと書いてあるにもかかわらず、ずっとそのまま派閥の長で居続けてきた。そして、大規模パーティーを自粛しましょうと言ったにもかかわらず、やってきている。これらが象徴的な部分で、おごり、慢心、緩みということだろう」と述べ、「リクルート事件はもちろん自民党にとって打撃だったが、個人の犯罪という部分が強かった。でも今回は、清和政策研究会という1つの派閥ぐるみの話になるので、質が違うと思う。リクルート事件後に定めた基本方針に立ち返り、襟を正して欲しい」とも述べた。
1989年に発覚したリクルート事件をきっかけにして、国民の政治不信がピークに達したことを受け、自民党では、1989年に「政治改革大綱」を決定していた。この「政治改革大綱」では「いまこそ事態を深刻かつ率直に認識し、国民感覚とのずれをふかく反省し、さまざまな批判にこたえ、『政治は国民のもの』と宣言した立党の原点にかえり、党の再生をなしとげて国民の信頼回復をはたさなければならない」として、「政治家個々人の倫理性の欠如や多額の政治資金とその不透明さ、それに派閥偏重といった硬直した党運営などが自民党批判の中心にある」と位置付けた上で、「政治資金をめぐる新たな秩序の確立」のために、その政治資金の支出の抑制に加え、その政治資金パーティーの自粛と新たに規制を設けるなどの収入の改革、パーティーの収支の明確化といった公開性の徹底を掲げていた。しかし、その後も政治とカネの問題が相次いだため、自民党では、1992年に「政治改革の基本方針」をまとめていた。この「政治改革の基本方針」では、「国民の厳しい目が注がれている派閥について、党運営の硬直化をもたらしてきた弊害を除き、国民に開かれた近代化な党を確立しなければならない」ということで「派閥の弊害の除去を速やかに断行するため、派閥による資金調達の制限などとともに、公の地位にある者の派閥離脱を徹底する」などと掲げていた。
12月17日
産経新聞は関係者への取材で、安倍派に所属している複数の議員が、政治資金パーティーの収入のノルマを超過した分である100万円以上を安倍派に納入せずに、政治資金収支報告書に記載しないままに、いわば「中抜き」を行っていたことを伝えた。もし、還流に加えて、「中抜き」の分を含めれば、不記載額がさらに膨らむ可能性があるという。関係者によると、安倍派では政治資金パーティー券用の口座を用意して、そのパーティー券を購入する支援者が、議員ごとに割り振られたパーティー券の番号を名義に添えて送金する。そして、派閥として各議員ごとのパーティー券の販売額を集計して、後日、ノルマを超過した分を議員に還流していたという。また、安倍派に所属している議員の一部は支援者に対して、安倍派の口座を用いずに、個人のパーティー券用の口座に送金するように依頼し、その個人口座からノルマの分だけを安倍派に納入した上で、そのノルマの超過分は中抜きを行い、議員側の支出に充てるが、ノルマに達しなかった場合の補填にに充てたりしていた。議員の関連団体の政治資金収支報告書に記載はされておらず、関係者の話では、その中抜きの金額が100万円を超える議員も複数確認されているという。しかしながら、安倍派側では、「中抜き」をしたかどうかについて、確認が困難なため、東京地検特捜部では、個人の口座を調べて、いわば、中抜き分の資金の流れについての解明を進めている。
読売新聞が伝えたところによれば、安倍派に所属している議員側が、パーティー券の販売のノルマを超過した分の還流を受ける際に、派閥側が領収書を受領するのを拒否していたという。関係者への取材によれば、この還流分は安倍派の政治資金パーティーが終了した後に安倍派の会計担当の職員が現金という形で提供していたが、一部の議員側ではこの現金を受け取った際に安倍派と議員側の双方の政治資金収支報告書に記載されることを前提にして、領収書の発行を申し出たところ、その安倍派の会計担当の職員は「困るからいらない」と拒否をして、その議員側に対しても記載しないよう要請をされた。東京地検特捜部では、このやり取りについて、派閥側が裏金化を主導していたという事情の一つだとしていて、議員本人からの任意の事情聴取を通じて、このような派閥のやり取りに加え、還流分の使途の詳細についても確認をしている。
自民党の石破茂元幹事長はこの日の朝に放送されたフジテレビの報道番組「日曜報道 THE PRIME」に出演して、この政治資金パーティーの問題について「政治資金規正法を含め法体系の見直しをやらなければ、『以後気をつけます』では済まない」と指摘した上で、2024年の通常国会で、政治改革をこの通常国会のテーマとして位置付けて「法体系の見直しを議論する必要がある」という考えを示した。その法体系の見直しについては「透明性の確保、あるいは罰則の強化もあるかもしれない」と説明した上で「民間ならこうだが、政治家だけ特別というのは良くない」とも述べた。安倍派の説明責任については「説明するには資料の確認や論理の整合性をとることも必要で、ある程度の時間はかかるだろうが、中間報告というものがあってもいいのではないか」という考えを示した。また、「検察によって真相が明らかにされる前に、党や議員自身が説明責任を果たすべきだ」という考えを示したうえで「一番知っているのは当事者だ。それが自浄作用ではないか」と説明した。
TBSテレビは関係者への取材で、安倍派では派閥内において、議員の事務所を移籍した秘書がその移籍先の事務所にキックバックなどの手法を伝えていた事例があったと伝えた。具体的には、議員の政界引退などにより、秘書が派閥に所属している別の議員に移籍する事例があり、その移籍先の事務所において、政治資金収支報告書に記載しない手法を伝えていた事例があったという。つまりは、議員の秘書を通じて、政治資金収支報告書の不記載が派閥内で広がっていったという。
日本テレビは関係者への取材で、東京地検特捜部の任意の事情聴取に、安倍派議員の複数の秘書が「派閥から『政策活動費の名目なので、収支報告書に記載しなくてもいい』と言われた」と説明していることを伝えた。この政策活動費は、政党から議員への寄付によるもので、政治資金収支報告書への記載の義務はないが、議員本人がノルマを超過した分のキックバックだと認識して、議員自ら現金で受け取っていたこともあったという。つまりは、派閥側が、政治資金収支報告書の記載が必要なノルマを超過した分を、意図的に隠していた可能性がある。
テレビ朝日は関係者への取材で、安倍派の幹部側が、政治資金パーティー券の販売のノルマを超過した収入が議員側にキックバックをした分の記載がないことについて、「派閥や特定の議員がもうけているように見せたくなかった」と周囲に対して話していたと伝えた。
時事通信は関係者への取材で、安倍派に所属している99人の議員のうち、10人以上の議員が1000万円を超えるキックバックを受けた上で、それを政治資金収支報告書に記載していなかった疑いがあると伝えた。これまで、東京地検特捜部の任意の事情聴取を受けた複数の安倍派に所属している議員の秘書らは、キックバックに加え、政治資金収支報告書への不記載について認めた上で「政策活動費なので記載義務はない」として、派閥側から政治資金収支報告書に記載しないように指示されたと説明している。
共同通信は関係者への取材で、東京地検特捜部が週の前半（12月18日から12月20日）に政治資金規正法の違反の疑いで、安倍派の派閥側の関係先への家宅捜索に乗り出すと伝えた。東京地検特捜部では、先行して安倍派の会計責任者に加え、還流を受けた安倍派に所属している議員側の秘書らを任意で事情聴取を行い、安倍派に所属している議員本人への任意の事情聴取も着手していて、議員本人に対しては、還流分の政治資金収支報告書に不記載に関する認識を確認している。また、派閥側は捜査に協力的で、東京地検特捜部では、受領側の議員のリストなど、多くの資料を入手しているが、還流の額が巨額で、その上、悪質性は高いとして、強制捜査を行うことになっている。
NHKは関係者への取材で、東京地検特捜部によるこれまでの任意の事情聴取に安倍派の所属議員の複数の秘書が「派閥側からのキックバックは現金で受け取り、収支報告書に記載しないよう指示された」と説明していたが、このうち、安倍派の所属議員の一部の秘書が「当初は収支報告書にキックバック分を収入として記載していたが、派閥側から指示されたため、記載しないようになった」と新たに説明していることを伝えた。また、別の秘書らからは「派閥側からは、党から議員個人に配られる政策活動費なので、記載する必要がないと言われた」と説明しているという。
自民党において、議員活動への支援に加え、選挙対策に携わっていた関係者はNHKの取材に「政治には金がかかるというが、どこにかかるかというと、大きくは選挙と議員を支える秘書をどれだけ多く雇っていくかにかかっている」と話した上で、秘書について、「公設秘書以外は私設秘書として雇わなければならない。支援組織がある党はそこから送り込むことができるが、自民党は昔から、よく『自分党』と言われるように、組織があるようでないので、お金も人も自分で集めてこないといけない」とも話している。このような事情は、選挙でも同じだとして「選挙で宣伝車を走らせる場合、ドライバーとウグイス嬢を雇用しなければならないが、いずれも適性のある人がそれほど多くないため、争奪戦になり、甘くはない。さらに、永田町では陣中見舞いということばを使うが、自分の子分となる選挙区内の地方議員に金を配るので、それも相当な額になる。裏金がなければ、じゃあ、その金はどこから捻出するのかという形になる」と述べた上で「裏金というのはどんな形にも使える自由な金なので、それを人件費に使おうと、銀座のクラブでの飲み食いに使おうと、選挙に使おうと、自由にその財布から出せる。裏金がなければ何もできない。今回の事件を受けて政治資金規正法を厳しくしても、いたちごっこだと思う」と指摘した。そして、この関係者は自らも選挙対策を通じ、裏金に関わってきたことを反省していると述べた上で「自民党にお願いしたいのは、政治とカネの問題や裏金づくりについて正直に有権者に謝罪することだ。このような使途不明の金は作りませんと宣言し、立党以来のうみをこの機にすべて出してほしい」と話している。
12月18日
日本経済新聞は関係者への取材で、安倍派が政治資金のパーティの収入の総額と政治資金収支報告書に記載する金額について、別々の資料を作成していたと伝えた。つまりは、政治資金収支報告書に記載していない裏金を派閥内のいわゆる二重帳簿で継続的に管理をしていた疑いがあるという。また、テレビ朝日でも、政治資金パーティー券の実際の収入とは別に、キックバック分を除いた金額を記載した2つの帳簿で資金を管理していたことを伝えた。
毎日新聞は複数の議員秘書の証言によって、安倍派が10年以上前（2013年以前）から、ノルマを超過した分のパーティー券の収入を議員側に対して還流する仕組みを続けていた疑いがあることが明らかになったと伝えている。また、2000年代からこの仕組みが続いていたという情報もある。政治資金収支報告書の違反にあたる不記載、虚偽記載の公訴時効は5年に設定されているため、東京地検特捜部が行っている捜査は2018年以降を対象にしている。秘書らが毎日新聞に対して行った証言では、この還流の仕組みは2018年より前から続いているということで、より膨大な裏金が議員側に回っていた可能性が大きいという。永田町にて国会議員の秘書歴が長い、ある中堅は毎日新聞に対し、およそ10年前に安倍派に所属している議員の秘書だったころから、ノルマを超過した分の還流が派閥側からあったことを証言した上で、別の安倍派に所属している議員からキックバックの仕組みを聞いたことをきっかけにして、勤めていた議員の事務所でも派閥の政治資金パーティー券を企業や団体に対して、売りさばくようになったとも証言した。別の安倍派に所属している議員のベテランの秘書は毎日新聞の取材に「正確な経緯や時期は分からない」と断ったうえで、2000年代からノルマを超過した分を議員側に戻す仕組みがあった可能性を示した。
日本経済新聞は、岸田文雄首相が、今回の問題を受け、この週内（12月18日から12月22日）にも、自民党に所属する各議員と政治改革についての意見交換を開始すると報じた。自民党の各派閥でばらつきのある資金管理の方法について、統一したルールの策定を探る。
読売新聞は関係者の話として、先週の後半（12月16日から12月18日）から安倍派に所属している議員本人に対する任意の事情聴取を行っていて、数千万円から千数百万円の還流を受けた議員に対しても事実関係を確認したと伝えた。このうち、1000万円を超える還流を受けた議員の一人は、任意の事情聴取に還流が始まった時期に加え、高額に上った経緯について、説明を求められた。東京地検特捜部では、この議員に対する任意の事情聴取と並行して、この週内（12月18日から12月22日）にも安倍派の関係先に対し、政治資金規正法の違反の容疑で強制捜査に乗り出すことにしている。
TBSテレビは、安倍派の関係者が「細田博之前衆院議長が派閥の会長だったころ、キックバックの具体的な金額を議員に伝えていたことがあった」という証言を伝え、11月に亡くなった細田博之前衆院議長が、現在の安倍派に当たる細田派の会長を務めていた際に、キックバックの金額を所属している議員に対して伝えていたのは派閥の会長を退く数年前だとも伝えた。この証言は、派閥の会長を務めていた細田博之が政治資金収支報告書の不記載の支持をしていたかについては分かっていないものの、派閥の会長がキックバックを認識していたみられる根拠になるという。
日本テレビは関係者への取材で、派閥側が所属している議員ごとの政治資金パーティー券を販売した金額に加え、ノルマを超過した分の金額の一覧表（リスト）を作成していたと伝えた。また、パーティー券を購入した団体からの入金の状況を一覧表（リスト）としてまとめて、派閥から議員側に対して共有されていたという。このノルマを超過した分の一覧表については、派閥側から東京地検特捜部へ提出されたということで、今後、派閥でキックバックの仕組みが組織的に管理されていた可能性があるとみて、実態の解明を進めていくものとみられる。
自民党の茂木派に所属している船田元衆議院議員総会長・元経済企画庁長官は、この日、自身が発行しているメールマガジンの中で「自民党全体が国民から懐疑の目で見られ、極めて危機的な状況に置かれている。場合によっては内閣総辞職に追い込まれたり、政権から引きずり下ろされたりする可能性だってある」と指摘した上で「派閥の効用がないとは言えないが、弊害のほうが大きいというのが人々の共通認識だ。派閥の解消・廃止について、本気で議論しなければ、一度離れた国民の信頼は取り戻せない」と記した。さらに、岸田文雄首相が打ち出している派閥主催のパーティーの当面の自粛と自民党の茂木敏充幹事長が明らかにした派閥主催のパーティーの党本部の関与といった一連の対策についても「まだまだ不十分だ」と指摘した上で、派閥に代わって党の本部において、政治資金や人事を集約すべきだという考えを示している。
自民党の茂木敏充幹事長は、この日、東京都内で自民党の茂木派に所属している議員のパーティーに出席して、今回の裏金問題を受けて、「国民に疑念が広がっていることを深刻に受け止めなければならない。自民党全体に厳しい目が向けられており、危機感を持って対応しなければならない」と述べた。また、政治資金規正法の改正も議論の対象になり得るという認識を示したうえで「法改正を含め、透明性が確保できるような素地を早急に検討しなければいけない」と話した。さらに、茂木幹事長は「自民党全体に厳しい目が向けられている」「収支の透明性が確保されていなかったことが、問題の一因なのは明らか」と述べた上で、政治資金パーティー券の購入を現金で行っていたのを銀行振り込みに改め、その後の支出についても、全て銀行口座を通して行うといった再発防止策を提案した。また、茂木幹事長は派閥の政治資金パーティーの収支に問題やミスはないかを自民党本部でチェックする体制を構築するべきという考えを示した。
その日の夜、岸田総理大臣は、総理大臣官邸で記者団に対して、各報道機関の世論調査で内閣支持率が下がっていることについて「世論調査の一つ一つの結果について申し上げることは控えるが、国民から厳しい声をいただいていることは謙虚に受け止めなければならない。特に政策集団の政治資金に関して国民に疑念の思いが広がっていることは深刻に危機感を感じなければならない課題で、信頼回復のために全力で取り組まなければならないと強く感じている」と述べた上で、再発防止策の議論については「今後、捜査が進み、全容や原因、課題が明らかになっていく。こうした推移を見ながら、しかるべきタイミングで党としても国民の信頼回復のための新たな枠組みを立ち上げるなど、果断に対応を行っていくことは重要だ」だとも述べている。政治資金規正法の改正の必要性については「そういった選択肢も決して否定するものではない。今後明らかになっていく推移をしっかりみたうえで、対応を考えていかなければならない」と話した。
また、岸田総理大臣は、その日の夜に開催された経済関係者らの会合の中で「国民から大変疑念を持たれる事態を招いていることについて大変遺憾に思い、心からおわびを申し上げなければならない」と述べた。また、記者団に対して、再発防止に向けて、自民党として新たな枠組みを立ち上げることも含めて取り組むと共に、「政治資金規正法の改正も選択肢として否定するものではない」という考えを示した。
立憲民主党の長妻昭政務調査会長は、この日に行われた党の会合で「法律に不備があるという声が自民党から聞こえてくるが、基本的なルールを逸脱していることを、ほかの議論に絡めて弱める動きは看過できない」と批判した上で、政治資金の透明性の向上には政治資金規正法の改正も必要として、「収支報告書に名前などの記載が義務づけられるパーティー券の購入金額について現在の20万円を超えるという基準を引き下げるべき」と主張した。
テレビ東京は独自取材として、二階派が政治資金パーティーの収入の一部を政治資金収支報告書に記載していなかった総額がこの5年間で1億円台半ばのにのぼるとみられることを伝えた。また、関係者の話によれば、二階派の会計責任者は、東京地検特捜部の任意の事情聴取に対して、政治資金収支報告書の不記載と認めているという。

### 2023年12月19日 - 12月31日
12月19日
東京地検特捜部が、東京都千代田区平河町にある安倍派と二階派の事務所に対し、この日にも政治資金規正法の疑いで強制捜査に乗り出す方針を固めた。安倍派と二階派とも、政治資金パーティーの収入の一部を政治資金収支報告書に記載しない運用が組織的に行われていた疑いがあるという。また、日本テレビが関係者への取材によれば、政治資金収支報告書に記載されていないパーティー券の収入について、さらに詳細に調べるために、安倍派と二階派の事務所など関係先の家宅捜索に乗り出すことを伝えた。東京地検特捜部では、この問題の全容解明には、強制捜査が必要と判断したとみられるという。東京地検特捜部では、この強制捜査で資料を押収して、政治資金収支報告書に記載されていない収支の規模やいきさつについて、詳しく調べるという。
日本経済新聞は関係者への取材で、東京地検特捜部の任意の事情聴取に対して、安倍派の会計責任者が、政治資金収支報告書への政治資金パーティーの収入の不記載を認めたことを伝えた。この会計責任者は、裏金について、「記載しなければいけないと分かっていた」とも供述していて、違法性の認識があったことを説明している。東京地検特捜部は、派閥側の政治資金収支報告書の不記載について、安倍派の会計責任者を政治資金規正法の容疑で立件する方針を固めたという。
日本経済新聞は関係者への取材で、二階派についても政治資金規正法の違反の疑いで刑事責任を追及する方針を固めたと伝えた。この二階派では、議員に還流した1億円を超える政治資金パーティーの収入が、派閥の政治資金収支報告書に記載していなかった疑いがあるという。
産経新聞は関係者への取材で、東京地検特捜部の任意の事情聴取に対し、安倍派に所属している議員が「派閥から報告書に記載する必要はないといわれた」という趣旨の説明していることを伝えた。このうち、東京地検特捜部の任意の事情聴取に対して、安倍派に所属している議員の1人は、安倍派から現金を還流された際に派閥の担当者から「通常の寄付ではなく、党からの『政策活動費』のため、収支報告書に記載する必要はない」という説明を受けて、議員自身への政治資金収支報告書に記載しなかったと話している。東京地検特捜部では、安部派が議員側に対して、虚偽の説明をしていたとみて捜査を進めている。
毎日新聞によれば、東京地検特捜部の任意の事情聴取に対し、安倍派の会計責任者がパーティー券の収入のノルマを超過した分を議員側にキックバックする仕組みがあったことを認める供述をしているという。東京地検特捜部によると、安倍派の会計責任者は還流された資金の流れが記載されたリストを管理していたとされていて、東京地検特捜部に対して、その還流の仕組みや政治資金収支報告書に記載していなかった経緯について説明したという。
読売新聞は関係者の話として、二階派の会計責任者が、派閥の事務局の職員らが集計した政治資金パーティーの収入の総額から、その一部を除外した金額を政治資金収支報告書に記載していた疑いがあると伝えた。この除外された分については、派閥の内部で裏金となっていた可能性があって、このような運用は長年にわたって続けられていたとみられる。東京地検特捜部は、複数の二階派の職員への事情聴取を通じて、このような会計処理についても把握していて、二階派の政治資金パーティーの不記載に加えて、虚偽の記入が意図的に行われていた疑いがあるとして、この裏金の使途についても調べているという。
東京地検特捜部は、この日、安倍派の関係先への家宅捜索を始めた。これは、政治資金規正法の違反（不記載、虚偽記載）の容疑とみられ、今後、東京地検特捜部では、安倍派において、この5年間で総額が5億円を超えるとされている裏金問題の全容の解明を目指すという。
東京地検特捜部は、この日、二階派の関係先への家宅捜索を始めた。これは、パーティー券の収入を正確に政治資金収支報告書に記載しなかった、政治資金規正法の違反（不記載、虚偽記載）の容疑とみられる。東京地検特捜部では、二階派でも政治資金収支報告書の不記載額が大きいと判断して、強制捜査に踏み切ったという。
自民党の最大派閥である安倍派の事務所前では、朝早くからおよそ50人の報道陣が集まり、午前10時ごろに、安倍派の事務所には黒のスーツを着たおよそ10人の係官が、待ち構えた報道陣をかき分けて建物の中に入っていった。その後、2つの黒の大きなスーツケースを持った係官とみられる男性が安倍派の事務所に入った。安倍派の事務所に、係官が入っていったほぼ同じ時刻に、その安倍派の事務所から100メートルほどある二階派の事務所では、午前10時と午前10時半の2回に分けて、合わせて24人の係官が建物の中に入っていった。このうち、安倍派の家宅捜索は、およそ5時間にわたって実施されて、午後3時過ぎに終了したという。また、二階派の家宅捜索は夕方の時間帯まで続いた。
この東京地検特捜部による自民党の派閥に対する強制捜査は、2004年に発覚した日本歯科医師連盟からの1億円の裏献金事件に絡んで、当時の平成研究会に対して家宅捜索を行って以来、およそ19年ぶりになる。
朝日新聞は検察幹部の話として、「この事件は、組織として裏金を作り続けてきた派閥のシステム、体質、慣習を摘発する事件だ」と説明し、この日の家宅捜索の対象を派閥側にとどめて、議員の事務所には家宅捜索をしなかった事情を伝えた。
東京地検特捜部では、安倍派と二階派のそれぞれの派閥事務所の資料を押収して、政治資金収支報告書に記載されていない収支の規模やいきさつに加え、事務職員や議員側がどこまで認識していたかについて詳しく調べるという。
毎日新聞は、会計処理に関与したとされている安倍派と二階派のそれぞれの会計責任者が、政治資金収支報告書に不記載とした経緯について、東京地検特捜部に説明していて、その東京地検特捜部では、安倍派と二階派のそれぞれの会計責任者を政治資金規正法の違反で立件する方針だと伝えた。
自民党の茂木幹事長は、この日行われた記者会見の中で、この家宅捜索について「大変遺憾に思っている」と述べた上で「厳粛に受け止め、今後の捜査の推移もしっかり見守りつつ必要な対策を取ってまいりたい」という考えを示した。
立憲民主党の泉健太代表は、この日、この家宅捜索を受けて「異常事態ですね。自民党の複数の政策集団に強制捜査が入る、そのこと自体がもう前代未聞」と述べた上で「政策集団と言っても、実態は裏金作りの温床になっていた。自民党は未だに説明責任を果たしておらず、岸田総理の責任は重大だ」と厳しく批判した。また、二階派の事務所に捜索が入ったことについても「二階派の大臣も存在している。安倍派を一掃して済むのか」とも指摘した。
国民民主党の玉木雄一郎代表は、この日、この家宅捜索を受けて「政治に対する信頼を根底から揺るがす事態が生じている」と語った。「首相のリーダーシップで実態を調べて、説明責任を速やかに果たすべきだ」と述べた。
この家宅捜索を受けたことについて、安倍派では、「この度の清和政策研究会の件では、多大なるご迷惑とご心配をお掛けし、また政治の信頼を損ねることとなり、心よりお詫び申し上げます。重大に受け止め、捜査については最大限協力し、真摯に対応してまいります」というコメントを明らかにした。また、二階派の二階俊博会長は、「政策集団の件ではご支援いただいている皆さまをはじめ、多くの関係者の方にご心配とご迷惑をおかけしておりますことを、心よりおわび申し上げます。当局からの要請には事務局、会員ともに真摯に協力し、事案の解決に向けて努力して参ります」とのコメントを出した。
TBSテレビは関係者への取材で、東京地検特捜部の任意の事情聴取に安倍派の会計責任者が「収支報告書に記載しなければならないことだった」と認める説明としていることを伝えた。これまでの東京地検特捜部の任意の事情聴取に一部の安倍派に所属している議員の秘書は、このキックバックの分について政治資金収支報告書に記載しなかったことについては「派閥の指示だった」ことを説明していて、安倍派に所属している現職の議員も同じような発言を行っているという。
安倍派の議員のかつての秘書の男性は、TBSテレビに対し、キックバックの実態について「まあまあ酷いですよ、どこも。派閥としての慣例、慣習というのがあって、普通に知らずにキックバックを貰って、『よかった』と言って平気な顔をしてポケットに入れている人もいる。悪気が無くてやっているかもしれない」と「キックバックは派閥の慣習」だと明かした。また、キックバックの目的については「例えば、選挙の時に派閥から別で（選挙資金を）もらえるとか。派閥の規模を維持するためにキックバックを渡して、派閥から出ないように囲い込みをする」と所属している議員の「囲い込み」に裏金が使われていたことを明らかにした。
二階派に所属している小泉龍司法相が、この問題を受けて、「国民の誤解を招くことがないよう派閥を離脱したい」という意向を派閥の会長である自民党の二階俊博元幹事長に伝えて、二階会長もこれを了承したという。また、テレビ東京によれば、二階派に所属している中野英幸法務政務官も派閥を離脱することであることが分かった。2人とも検察庁を所管している法務省の大臣や政務官に就いている人が二階派の所属では、検察によって行われる捜査の公正性に支障が出るのではという指摘が出ていた。
その日の夜、東京都内の日本料理店にて、小泉元総理大臣や山崎元副総裁がおよそ3時間半にわたって会合を行い、その結果、派閥の解消を含む「解党的な出直しが必要」という認識で一致した。また、岸田内閣の支持率が今後も低迷するようならば、「岸田総理のもとで次の衆議院選挙を戦うのは難しい」という意見でも一致した。本来であれば、この会合には二階元幹事長も参加することになっていたが、会長を務める二階派に対しその日に強制捜査が入った為、欠席した。
12月20日
TBSテレビは関係者への取材で、安倍派の会計責任者とかつての二階派の会計責任者が、東京地検特捜部の任意の事情聴取に、政治資金パーティーの収入の一部を「収支報告書に記載すべきものだとわかっていた」だとする趣旨の説明を行い、不記載を認めたことを伝えた。日本テレビも関係者への取材で、東京地検特捜部の任意の事情聴取に対して、安倍派の会計責任者が、その所属している議員にパーティー券の収入のノルマを超過した分をキックバックしていたことについて「収支報告書に記載しないといけないことはわかっていた」と不記載を認める供述をしていることを伝えた。これは、この会計責任者がこの違法性を認識しながら長年にわたって、組織的に不記載を続けていた可能性もあるとみられるという。
NHKは関係者への取材で、安倍派と二階派に所属しているそれぞれの複数の議員側が、政治資金パーティーの券の販売のノルマを超過した分のそのパーティーの収入を、そもそも派閥側に対して納入していない事例があることが分かったと伝えた。このような政治資金パーティーの収入は、派閥側と議員側の政治資金収支報告書に記載されていない疑いがあるため、実際に政治資金収支報告書に記載されていない政治資金パーティーの収入の総額はさらに膨らむ可能性があるという。
二階派に所属している小泉龍司法相は、この日、派閥に対して退会届を提出し、これを受理された。二階派に所属している自見英子地方創生・万博相が、この問題を受けて、二階派を離脱することになった。
TBSテレビは関係者への取材で、安倍派に所属している10人以上の国会議員側がパーティーの収入のノルマを超過した分派閥側に収めない、いわば「中抜き」を行って議員の手元で金を管理していたことを伝えた。中には「中抜き」の額が100万円以上の議員も複数人いるという。
フジテレビは関係者への取材で、安倍派の会計責任者らが、キックバック現金を議員の秘書に対して渡した後に、議員の事務所に電話をして、議員本人が受け取っていたかを確認していたことを伝えた。東京地検特捜部では、2024年1月下旬に開会される見通しである通常国会までに、派閥が主導して作り出していたいわゆる裏金システムの実態の解明を目指す。
テレビ朝日は自民党の関係者への取材で、安倍派の事務総長の経験者が周囲に対して、キックバックの不記載について、「派閥の会長と会計責任者で決めていた」と説明していることを伝えた。東京地検特捜部では、この派閥内の指示系統について実態の解明を進めるという。
この日の午後1時に野党各党（立憲民主、日本維新の会、共産、国民民主、れいわなど）の国会対策委員長などの幹部が国会内で会談を行い、その結果、国会の閉会中審査の開催を求めることで一致を見た。
時事通信は関係者への取材で、東京地検特捜部の任意の事情聴取に対して、政治資金パーティーの収入の一部のキックバックを受けた安倍派の議員が「政治資金収支報告書に記載する必要があると知っていた」といった趣旨の供述をしていることを伝えた。安倍派の会計責任者も同じ趣旨の供述をしている。
日本経済新聞は関係者への取材で、東京地検特捜部の任意の事情聴取に対して、安倍派に所属している一部の国会議員が政治資金パーティーの収入の還流分を政治資金収支報告書に記載していなかったのを説明していることを伝えた。
12月21日
産経新聞は、政治資金収支報告書の分析結果として、安倍派の政治資金パーティーの収入が政治資金収支報告書の記載分だけで、年間の収入が6割から7割に上っていたことを伝えた。また、安倍派では、2022年に政治資金パーティー券をノルマ以上に売らないよう通達していたが、その後も販売のノルマを超過した分は一部の議員にキックバックされていたという。2018年から2022年分の安倍派の政治資金収支報告書によれば、繰越金を除いた年間の収入の総額は10億8804万円で、そのうち記載された政治資金パーティーの収入は総額で6億5884万円で、年間の収入の5割から7割を占めていて、いずれの年も最大の収入源だったという。また、記載されなかったノルマを超過した分は5億円に上り、そのノルマを超過した分を加えると、年間の収入に占める割合は平均で7割に高まるという。この重要な方針の変更のために、会計責任者が派閥の会長や事務総長などに相談した可能性があり、東京地検特捜部では、この最大の収入源が記載されていなかった経緯について、会長の関与の有無や権限の解明が不可欠として、慎重に捜査を進めている模様。
朝日新聞は関係者への取材で、安倍派が、選挙資金を想定した特例措置として、改選を迎える参議院議員が集めた資金について、その全額を裏金としてキックバックした疑いがあると伝えた。参議院議員の任期は6年で、3年ごとに半数が改選されることになっているが、この改選の年に限って、ノルマの方は関係なく、集めた金額が派閥から議員側に還流される仕組みになっていたという。
読売新聞は関係者の話として、東京地検特捜部の任意の事情聴取に、複数の安倍派に所属している議員の事務所の関係者が、パーティー券の販売のノルマを超過した分を「事務所でプールし、派閥側に届け出ないことがあった」と説明していることを伝えた。中には、プール分がこの5年間で百万円に上る議員もいて、東京地検特捜部では、安倍派に所属している議員への事情聴取において、そのプール分の有無について確認を行い、もし、プール分がある場合には、その使途についても聴取しているという。パーティー券の販売のノルマを超過した分をプールしたことがある議員の関係者は読売新聞の取材に「翌年以降のパーティーでノルマに達しない場合に補填する資金として管理していた」と証言しており、東京地検特捜部では、派閥側のキックバックの分に加えて、議員側のプール分についても派閥の収入として計上されるべきだったとしている。
日本テレビは関係者への取材で、安倍派に所属している複数の議員が、政治資金パーティー券を販売した際に、その代金を議員側に管理する口座に振り込んでもらって、それを派閥の口座に入金していなかったことを伝えた。そこから、パーティー券の収入のノルマ分のみを派閥側に入金して、ノルマを超過した分は議員自身の収入にしていたといい、議員自身の収入とした分の総額がこの5年間で100万円を超える議員も複数いたという。
NHKや日本テレビは関係者への取材で、東京地検特捜部が新たに松野博一前官房長官のほかに、複数の安倍派の幹部側に対して任意の事情聴取を要請したことを伝えた。東京地検特捜部では、政治資金パーティーの収入の一部を、いわば裏金化する運用が、組織的に行われていた疑いがあるとみて、派閥の幹部としての認識に加え、キックバックを受けた議員側としての認識について確認を進めるという。また、TBSテレビも、東京地検特捜部が安倍派の事務総長を務めた松野博一前官房長官が任意の事情聴取を要請されたことが分かったと伝えている。朝日新聞は関係者への取材で、東京地検特捜部が松野博一前官房長官に加え、世耕弘成前自民党参院幹事長を含む安倍派の中枢幹部に対して、任意の事情聴取を要請したことを伝えた。東京地検特捜部は、萩生田光一政調会長や高木毅国会対策委員長にも事情聴取を要請したという。この任意の事情聴取は今週末（12月23日・24日）にかけて行って、派閥内での指揮系統などを確認するという。
毎日新聞はこの5年間の安倍派の事務総長として、下村博文元文部科学相・松野博一前官房長官・西村康稔前経済産業相・高木毅党国対委員長が任意の事情聴取の対象になるとみられると伝えた。東京地検特捜部では、この安倍派の派閥幹部の説明を聴取して、この幹部の立件の可否について慎重に検討するものとみられる。
安倍派所属で、現在、派閥の事務総長を務める自民党の高木国対委員長は、報道陣に対し「派閥の政治資金に関しては、刑事告発もされ現在捜査にも入っておりますので、事実関係をしっかりと調査確認をして、適切に対応してまいります」と述べたが、任意の事情聴取の要請があったかについては、明らかにしなかった。
安倍派の塩谷座長は、この東京地検特捜部が安倍派の幹部に対して任意の事情聴取を要請したという一部の報道について「非常に重大に受け止めている。捜査がどういう風な進展をしていくか把握しながら、適切に対応していく」とコメントした上で、自身が事情聴取を受けたのかという記者団からの質問を受け「まだ、聴取を受けていない」と答えた。
TBSテレビは関係者への取材で、安倍派側において、政治資金パーティー券の収入で得た本来の総額とキックバック分などを除いた政治資金収支報告書に記載する額の2種類の資料を作成していたことを伝えた。
公明党の北側一雄副代表は、この日の記者会見で「再発防止に向けて議論し、方向性を出してもらいたい」と自民党に注文をつけた上で、公明党として、2024年の年明けの通常国会に向けて、政治資金規正法の改正を含む、改革案をまとめると語った。
この日、岸田総理大臣は45歳以下の自民党議員で構成されている自民党青年局に対し、「地方や若い世代の意見を集めて報告する」ように指示を行った。自民党の中曽根康隆青年局長代理は、岸田総理から「自民党の全国組織である青年局、青年局の地方の皆さん、そして青年世代の皆さんの意見をしっかりと聞いてこいと。そしてそれを自分に報告しなさいという指示をいただきました」と述べた。これに対し、中曽根青年局長代理は、「厳しい声も正面から受け止め、事態の解明、再発防止、国民の信頼回復にリーダーシップを発揮してほしい」と岸田総理に要請した。
テレビ東京は関係者への取材で、二階派に所属している複数の議員の秘書に対して、任意の事情聴取を要請したことを伝えた。これまで、東京地検特捜部では、二階派の派閥の事務局への任意の事情聴取が行われていたが、二階派に所属している議員の秘書への任意の事情聴取の要請はこれが初めてとなる。
12月22日
産経新聞は関係者への取材で、安倍派の幹部を含む複数の議員が、2019年から2022年まで、議員個人の政治資金パーティーの開催を見合わせていたと伝えた。関係者によれば、安倍派の幹部を含む複数の議員は個人の政治資金パーティーの開催を見合わせる一方で、派閥としての安倍派の政治資金パーティー券の販売は継続していたという。派閥の政治資金パーティーの場合は、個人の政治資金パーティーと違って、会場代などを議員側が支出する必要がないうえに、ノルマを除いた還流分の金額が収入となる。その為、関係者の話では「資金集めの効率が良く裏金として使える」という。2001年に閣議で決定されている大臣規範によれば大臣や副大臣、それに政務官に対して大規模な政治資金パーティーを自粛するように求めているが、いずれの議員は2018年以降は党の役職に就いていても、政府の役職に就いていない。東京地検特捜部では、安倍派の慣行によって、「議員の不透明な資金集め」を助長したとして捜査している。
日本経済新聞は、安倍派での裏金の用途は、選挙地盤の強化を狙ったものだったという見方を伝えた。参院選が行われる年は議員への還流分が増やされ、地元の対応を担う秘書に対しては、その給与へと充当されるといった事例が多かったという。
時事通信は関係者への取材で、安倍派の事務総長が、議員側に対するキックバックの額や政治資金収支報告書の記載の状況について、派閥の会長に対し報告していた疑いがあると報じた。これは、派閥の事務方が所属している議員ごとの販売額をランキング形式でまとめた一覧表を作成し、これとは別に政治資金収支報告書に記載する金額を記した資料も作成し、この2種類の資料を基にして、派閥の実務を取り仕切っている事務総長に報告して、それらを事務総長は会長に見せて、了承を得るなどしていたとも伝えている。
テレビ朝日は関係者への取材で、二階派でもキックバックをした議員の名前に加え、金額などをまとめた資料を作成されていたことを伝えた。
フジテレビは関係者への取材で、安倍派の事務総長をおよそ2年間務めていた松野博一前官房長官が、「派閥の通帳すらほぼ見たことがなく、お金のことはわからない」と周囲に説明していることを伝えた。
TBSテレビは安倍派の関係者への取材で、派閥の高木毅事務総長が2023年5月の政治資金パーティーの開催前に、キックバックを取り止めることを派閥に所属している一部の議員に伝えていたことを報じた。政治資金規正法において、20万円以上の政治資金パーティー券の購入者の名前を政治資金収支報告書に記載するという規定があるが、高木事務総長は2022年5月の政治資金パーティーの開催前にも所属している議員に対し「名寄せを厳格にする」と伝えて、20万円以下の政治資金パーティー券の購入者の名前も報告するように求めたという。これは、同じ購入者が複数の議員から政治資金パーティー券を購入して、合計で20万以上になったものの、派閥が把握できずに、不記載になる事例を懸念していたとして、安倍派の内部で資金管理の問題を認識して、方針を変更した可能性があるという。また、産経新聞は関係者への取材で、安倍派が政治資金パーティー券の専用口座に対し、パーティー券代を振り込むことを徹底するように指示を行い、支援者が議員の口座に振り込んだ後に、その議員が安倍派に納入する形式を禁止していたと伝えた。これは、2022年末に、安倍派が政治資金パーティー券を20万円以上購入した団体の内訳について、一部記載されていなかった疑いで政治資金規正法の違反の罪で刑事告発を受けており、それが影響した可能性があるという。さらに、安倍派では2022年にもパーティー券をノルマ以上に売らないように通達していたものの、一部の所属している議員には、継続してノルマの超過分を還流していたという。
自見英子万博担当相はこの日、国会内で記者会見を行い、二階派から退会することを明らかにした。自見万博担当相は「政治家個人の判断として、退会することとした。（閣僚の）職責を全うするに当たり必要な判断だ」と理由を述べ、退会届については、「派閥事務局に受け取っていただいた。その手前で幹部の先生方に相談し、了解いただいた」と述べて、円満に退会したことを強調している。しかし、二階派の武田良太事務総長は「退会届は受理していない。派閥幹部への相談もない」というコメントを発表した。
12月23日
毎日新聞は安倍派に所属している議員の証言として、派閥が2022年以降に政治資金収支報告書のパーティー券の収入の記載内容にについて、自民党のコンプライアンス担当の弁護士が「法令違反の疑いがある」と指摘されていたことが分かったと伝えた。この安倍派に所属している議員の話では、法令違反の指摘を受けたのが2022年11月で、共産党の機関紙であるしんぶん赤旗が自民党の5つの派閥について、パーティー券の収入が過少に記載されている疑惑を報道した後に、その自民党のコンプライアンス担当の弁護士が安倍派側に対して、法令違反の疑いを指摘した。その弁護士がこの違法性を指摘されたのは、政治資金収支報告書に記載の義務がある20万円以上の大口のパーティー券の購入者について、派閥側の政治資金収支報告書に一部記載がなくて、そのパーティー券を購入した政治団体側の政治資金収支報告書に記載した政治資金パーティー券の購入金額と整合性が取れないという。この政治資金収支報告書の過少の記載が生じた背景には、前述したように、ノルマを超過していた分の還流の分の不記載があったという。この自民党のコンプライアンス担当の弁護士からの指摘は、還流についての言及ではなかったものの、これによって、安倍派では、議員側への還流を取り止めるを決定し、2023年5月に行われた安倍派の政治資金パーティー分の還流は実施されなかったという。
読売新聞は関係者の話として、安倍派に所属している議員側が、政治資金パーティー券の販売のノルマを超過した分のキックバックを受ける際に、派閥側から領収書の受領を拒否されていたことを伝えた。この還流分は安倍派の政治資金パーティーの終了後に、派閥の会計担当職員が議員側に現金という形で提供していて、一部の安倍派に所属している議員側はその現金を受け取った際に、安倍派と議員側の双方の政治資金収支報告書に記載されることを前提に、領収書の発行を申し出たものの、会計担当職員からは「困るからいらない」と拒否されて、議員側も記載しないように要請をされたという。東京地検特捜部は、安倍派に所属している議員本人からの任意の事情聴取を行っていて、このような派閥側とのやり取りに加え、還流分の使途について詳細を確認しているという。
日本テレビは関係者への取材で、安倍派側が2022年の政治資金パーティーの前に、一度キックバックを取り止めることを決定したにもかかわらず、その後、撤回されていたことを伝えた。安倍派は、2022年の政治資金パーティーを前にして、4月頃に、派閥の幹部らでキックバックを取り止める方針を決定していて、この方針は安倍派に所属している議員側にも伝えられたものの、その後、一部の議員に対して、キックバックが行われた上に、安倍派に所属している議員に対しては、個人で行われた政治資金パーティーの収入として、政治資金収支報告書に記載するよう、派閥側が指示を行ったという。
TBSテレビは安倍派の関係者への取材で、派閥幹部である高木毅前国会対策委員長が、2022年の段階では政治資金パーティーの収入の一部のキックバックを続ける方針を一部の議員に伝えていたが、2023年の政治資金パーティーの前には、一転してキックバックの取り止めを議員側に伝えたことを報じた。これは、安倍派の内部で派閥の幹部らが資金管理に関する問題を認識した上で、その派閥の方針を変更した可能性があるという。
テレビ朝日は関係者への取材で、安倍派が2022年にキックバックを取り止める方針を一度は決めたものの、安倍派に所属している議員側から反発があった為、その後、撤回していたことを伝えた。2022年当時に安倍派の事務総長を務めていた西村康稔前経産大臣や、他の安倍派の幹部らが、キックバックの問題を認識していた可能性があるという。
フジテレビは関係者への取材で、東京地検特捜部が安倍派に所属している池田佳隆衆議院議員に対して、任意の事情聴取をしていたことを伝えた。この任意の事情聴取では、政治資金収支報告書の不記載への認識に加え、その資金の使い道について確認をしたという。
12月24日
読売新聞は関係者の話として、安倍派が参院選が行われる年に開催した政治資金パーティーについて、改選を迎えた参議院議員の販売のノルマを免除した上で、その販売した分を全額キックバックしていたことを伝えた。このような運用は少なくとも2019年の参院選まで継続していた。関係者の話では、参議院議員について、改選にあたる年はノルマを課さない運用が継続しており、安倍派の政治資金パーティーは例年春に開催されていて、改選を迎えた議員側は自身が販売した政治資金パーティー券の代金を全額還流され、夏に行われる参院選に臨んでいたという。しかし、衆議院議員の場合は、解散があって、選挙の時期が不規則のため、ノルマの免除の措置はなかった。安倍派に所属している99人の議員のうち、参議院議員は40人が所属していて、政治資金収支報告書に記載しなかった疑いがある大野泰正参議院議員、世耕弘成前自民党参議院幹事長、橋本聖子元五輪相の3人はいずれも2019年に改選されている。安倍派の政治資金収支報告書によれば、参院選が行われた2016年の政治資金パーティーの収入は、2015年と比べると、およそ1800万円減っていた。また、2019年の政治資金パーティーの収入は、2018年と比べると、およそ5500万円減っていて、いずれも改選を迎えた参議院議員側への還流が原因だったという。改選時を含めて、この5年間で数百万円の還流を受けていたという参議院議員の事務所の関係者は読売新聞の取材に「選挙費用や翌年のパーティーのノルマに備えてプールしていた」と述べている。
テレビ朝日は関係者への取材で、安倍派では、政治資金パーティー券の収入が派閥の口座に対して直接振り込まれる場合と、議員側の口座に対して振り込まれる場合がそれぞれあることが分かったと伝えた。さらに、議員側の口座から、パーティー券の収入のノルマ分のみを派閥に対して納める場合と、パーティー券の収入の全額を納めた上でノルマを超過した分がキックバックされる場合があって、合わせて、3つのパターンがあったとみられるという。
東京地検特捜部は、24日までに松野、高木、世耕、塩谷から任意で事情聴取した。
12月25日
日本テレビは関係者への取材で、東京地検特捜部がこの週末に行った安倍派の派閥幹部4人に対する任意の事情聴取について、政治資金収支報告書に記載のないキックバックを取り止める方針を撤回した経緯に加え、議員個人の政治資金パーティー券の収入として記載する形でキックバックを続けていた経緯について、4人の派閥幹部から詳しく話を聞いたものとみられると伝えた。
岸田総理は、その日の午後に自民党本部で渡海政調会長と、麻生副総裁や茂木幹事長らと政治改革をめぐり、意見交換を行い、年明けの早い時期に、政治改革を検討するための新しい組織を立ち上げる考えを示した。今後は、自民党の全体において再発防止と信頼回復に取り組むとして、立ち上げる新たな組織の体制やその議論の進め方について、調整を急ぐことにしている。岸田総理は記者団に「きぜんとした対応をとっていく。党の信頼回復のために全力で取り組まなければならない」と強調している。
12月26日
朝日新聞は関係者への取材で、東京地検特捜部が、安倍派の中枢幹部である萩生田光一前党政調会長に対しても任意での事情聴取を行ったことを伝えた。今後は、西村康稔前経済産業相に対しても任意の事情聴取を要請するとという。
12月27日
産経新聞は関係者への取材で、安倍派の座長を務めている塩谷立元文部科学相が東京地検特捜部の任意の事情聴取に、パーティー券の収入の一部を政治資金収支報告書に記載しなかったことの関与を否定していることを伝えた。また、東京地検特捜部では、松野博一前官房長官、高木毅前国対委員長、世耕弘成前参院幹事長ら安倍派幹部を任意での事情聴取を行い、いずれも周囲に対して、不記載への関与を否定していて、特捜部に対しても同じような説明をしたという。
読売新聞は複数の安倍派の関係者への取材で、2000年代初頭に当時の小泉純一郎首相の出身派閥として、その所属議員が急増したころには、すでに政治資金パーティーの収入のノルマを超過した分を還流するという仕組みが存在していて、それ以後、還流が続けられてきたことを伝えた。東京地検特捜部では、長期にわたって、政治資金収支報告書の不記載が続いていた疑いもあるとみて調べを進めているという。
この日、東京地検特捜部は、政治資金規正法の違反の疑いで、衆議院第二議員会館にある池田佳隆衆議院議員の事務所、東京・港区の衆議院議員の宿舎に加え、名古屋市天白区の地元の議員事務所の捜索をそれぞれ行った。午前10時40分過ぎに、東京地検特捜部の数人の係官が衆議院第二議員会館にある池田佳隆衆議院議員の事務所の捜索に入り、およそ5時間にわたり捜索を行った。この問題で議員側が強制捜査を受けるのは、これが初めてとなる。
12月28日
この日、東京地検特捜部は、政治資金規正法の違反の疑いで、大野泰正参議院議員の東京・千代田区の参議院議員会館にある事務所と議員宿舎といった関係先への家宅捜索を行った。議員宿舎には、午前9時過ぎに、議員会館の事務所には、午前10時過ぎに東京地検特捜部の数人の係官がそれぞれ捜索に入り、このうち、議員会館の事務所にはおよそ7時間半にわたって捜索を行った。
12月29日
この日、東京地検特捜部は、政治資金規正法の違反の疑いで、岐阜県羽島市の大野泰正参議院議員の地元事務所の捜索を始めた。午前10時半ごろ、東京地検特捜部の10人の係官が捜索に入った。
12月29日
この日、東京地検特捜部は、安倍派の事務総長を務めた経験がある西村康稔前経済産業大臣や下村博文元政務調査会長から任意で事情を聴いた。

### 2024年1月1日 - 1月31日
1月1日
産経新聞は関係者への取材で、東京地検特捜部が安倍派の元会長である森喜朗の関与の有無の確認をしていることが分かったと伝えた。東京地検特捜部から任意の事情聴取を受けた一部の議員によれば、特捜部から還流分の使い道を聞かれた際に、使途先について「森氏が含まれていなかったか確認された」と周囲に説明したという。東京地検特捜部では、安倍派に影響力を保持している森元首相が還流のスキームの維持や議員側からの相談に関わった可能性を視野に入れ、この問題の実態解明に乗り出すという。
読売新聞は、2022年までのこの5年間に安倍派に所属しているおよそ100人の議員が派閥からのキックバックに加え、自らの事務所でのプールによって、政治資金パーティーの収入の一部を政治資金収支報告書に記載していない疑いがあることを伝えた。少なくともプール分は7000万円で、およそ5億円の還流分と合わせた安倍派の不記載の総額は5億7000万円を超える見通しになる。このおよそ100人の内訳は、現在の所属議員の99人のうちおよそ80人とおよそ20人の元議員である。そのおよそ100人のうち派閥の幹部を含めて、10人以上の議員側が還流とプールの両方の手法を行い、このプール分で1000万円を超える事例も確認されていて、中には、このプールを派閥に対して、報告していなかった事例もある。東京地検特捜部では、このプール分についても本来は派閥への支払いであることを踏まえて、その派閥の収入に計上されるべきだったという見方を強めている。
1月4日
岸田首相が自民党内に「政治刷新本部」を発足すると表明。
1月7日
池田佳隆が、2018年以降の5年間で計4826万円の還流を受けたにもかかわらず、政治資金収支報告書に記載しなかったとして政治資金規正法違反容疑で、政策秘書1人と共に東京地検特捜部に逮捕された。同日付で自民党は池田を除名した。
1月11日
二階派において、議員側が販売ノルマを超えて集めた分を派閥側に納入せずに懐に収めた「中抜き」の総額は、2018年 - 2022年の5年間で1億円に上ることが明らかとなった。二階派の直近5年間の裏金はキックバック分とあわせると2億円を超えるとされる。
1月13日
自民党が設置した「政治刷新本部」をめぐり、安倍派からメンバー入りした岡田直樹、野上浩太郎、佐々木紀、髙階恵美子、上野通子、太田房江、松川るい、吉川有美、藤原崇、高橋はるみの10議員のうち、髙階を除く9人がパーティー収入の一部を裏金にしていた疑いがあることが明らかとなった。
東京地検特捜部は、安倍派5人衆の松野、西村、萩生田、高木、世耕、および事務総長経験者の下村について、安倍派の会計責任者との共謀は認められないとして立件を見送る方向で調整していると、NHKなどが報道。この報道を受け、同日午後、X（旧ツイッター）の国内トレンドワードで「安倍派幹部の立件断念」が1位となった。「検察仕事しろ」「納税の義務」など複数の関連ワードがトレンド入りし、批判の声が殺到した。世耕の近畿大学理事長辞任などを求める団体交渉要求書を大学側に提出していた同大学教職員組合は、立件見送りはありえないとし、「（その結果として）世耕が理事長を続けるのであれば本組合は断固抗議する」と表明した。翌14日には「#検察仕事しろ」のハッシュタグ投稿が10万を超えた。
1月19日
大野泰正が政治資金規正法違反の罪で在宅起訴され、谷川弥一が同罪で略式起訴された。これを受けて大野と谷川は自民党を離党した。
東京地検特捜部は、安倍派の会計責任者・松本淳一郎と二階派の会計責任者だった永井等を政治資金規正法違反（虚偽記載）の罪で在宅起訴、岸田派の会計責任者だった佐々木和男を略式起訴した。
福田達夫ら安倍派所属の中堅・若手議員約30人は国会内で塩谷と会談。福田や佐々木紀、鈴木英敬ら20人超がまとめた「安倍派を解消すべきだ」との決議文を塩谷に提出した。
18時、安倍派は臨時総会を開催。所属議員の3分の2に当たる66人が出席し、安倍派は派閥解散の方針を決定した。総会後、福田達夫は「反省の上に新しい集団をつくっていくことが大事だ」と党本部で記者団に述べた。共同通信は福田の発言を報じた記事の見出しに「福田達夫氏『新しい集団つくる』 安倍派源流創設者の孫」と掲げ、派閥が世襲によって継続される兆しがあることを示した。「安倍派源流創設者の孫」はX（旧ツイッター）でトレンド入りし、「偽装解散だ」などの批判的なコメントが相次いだ。
1月21日
太田房江が2018年 - 2022年の5年間で安倍派のパーティー券の販売ノルマを超えて集めた分214万円を派閥側からキックバックとして受け取っていたことが明らかとされた。特に自身の選挙があった2019年は、パーティー券のノルマ分158万円がそのままキックバックされていた。
1月23日
宏池会は臨時総会を開き、派閥の解散を正式に決定した。
岸田首相は「自民党は派閥を解消し、真の政策集団へ移行する」との方針を発表した。
松川るいが2019年から2022年にかけての4年間で計204万円の裏金を安倍派から受け取っていたことが明らかとなった。松川は記者団の取材に応じ、パーティー券のノルマ超過分のキックバックについて「事務所の管理に任せきっていた」「全く知らなかった」と話した。
1月24日
谷川弥一が議員辞職。欠員が生じた長崎県第3区の補欠選挙は4月28日に行われる予定。
1月25日
近未来政治研究会（森山派）は臨時総会を開き、派閥の解散を正式に決定した。裏金問題で森山派は6派閥中、唯一告発を受けておらず、議員や関係者も立件されていなかったが、「国民から派閥の存在自体に疑念を抱かれている」などとして解散を決めた。
1月26日
東京簡易裁判所は政治資金規正法違反の罪で谷川弥一と宏池会元会計責任者の佐々木和男にそれぞれ罰金100万円の略式命令を出した。
1月31日
杉田水脈の資金管理団体「杉田水脈なでしこの会」は2024年1月31日に、2018～2020年と2022年に安倍派から寄付された計1564万円が不記載だったとして政治資金収支報告書の訂正を兵庫県選挙管理委員会に届けた。杉田は2023年11月、保守系月刊誌のユーチューブ番組に出演した際、アイヌ文化振興事業に公金不正流用疑惑があるとの見方を示し、関係者が補助金などを必要以上に得ているのではないかとして「公金チューチュー」と揶揄し、国内外で批判の声が上がっていた。このため、SNS上では《公金チューチュー議員はあなた。パーティー収入は公金じゃないとでも言いたいのか》《収支報告書に記載しない裏金をウン千万円も作りながら、国民に対して税金泥棒かのような差別発言。見事なダブスタ》《アイヌ文化事業は正式な手続きに則って申請する補助金。あなたは法律も手続きも無視して得た裏金。悪質なのはどちらなのか》といった声が拡散された。

### 2024年2月1日 - 4月30日

#### 政治倫理審査会
2024年2月13日、自民党は、党所属のすべての国会議員らを対象に実施したアンケートの集計結果を公表した。記載漏れや誤記載があったのは85人だった（選挙区支部長3人を含む）。
同年2月29日より、一連の裏金疑惑の追及の場として、随時、衆議院・参議院において政治倫理審査会が開会され、対象議員による本人申し出の下で出席し公開で弁明を行った。皮切りとして2月29日に岸田文雄が現職首相として初めて政治倫理審査会に出席し、弁明を行った。以下、次の議員が政治倫理審査会に出席し弁明を行っている。しかし、関与が指摘されている議員の多くが政治倫理審査会への出席を拒んだ。
- 2月29日：岸田文雄、武田良太（いずれも衆議院）
- 3月1日：西村康稔、松野博一、塩谷立、高木毅（いずれも衆議院）
- 3月14日：世耕弘成、西田昌司、橋本聖子（いずれも参議院、参議院における政治倫理審査会の開催は制度初）
- 3月18日：下村博文（衆議院）

#### 4月4日・党紀委員会による処分決定
2024年4月4日、自民党党紀委員会（逢沢一郎委員長）が開催され、「政治資金の不適切な処理」について、安倍派・二階派所属の議員の処分が審査され、党則および党規律規約に基づいて、国会議員ら39人の処分を決定した。処分については、長期にわたり組織的・継続的に政治資金の不適切な処理を行ってきた「派閥」の幹部を務めた議員と、過去5 年間において自身の政治団体に500万円以上の不記載があった議員・支部長らが対象となった。
このうち、安倍派座長である塩谷立、参院トップの世耕弘成の両名については党規約で2番目に重い「離党勧告」とし、下村博文、西村康稔の両名は「党員資格の停止（1年間）」、高木毅については「党員資格の停止（6カ月）」とした。また、安倍・二階両派の事務総長経験者の松野博一（安倍派）、武田良太、林幹雄、平沢勝栄（以上、二階派）の4名については「党の役職停止（1年間）」、萩生田光一ら2000万円以上だった議員も「党の役職停止（1年間）」、さらに不記載などの額が1000万円から2000万円の8名は「党の役職停止（6カ月）」、不記載などの額が500万円から1000万円の17名は「戒告」とした。また、収支報告書への不記載額が500万円未満だった議員のうち、処分対象となった塩谷、下村、西村康稔の3名を除く45人は党紀委員会の処分諮問とせず、党則に基づかない茂木敏充幹事長名で「厳重注意」とした。
一方で二階派の領袖で前月25日に次期衆議院選挙不出馬を表明した二階俊博、首相・党総裁の岸田文雄、当時の安倍派会長であり、事案への関与が疑われる森喜朗などについては処分の対象としなかった。森については岸田が「私の判断で森元総理に直接、電話をかける形で事情を聞いた」が「新たな事実は確認されなかった」と明かしている。
一部出席者からは「処分が厳しすぎるのではないか」といった意見も出された。また、処分の線引きに不服の議員31名は弁明書を党紀委員会に提出した。このうち「離党勧告」となった塩谷は「不当に重すぎる処分を受けるのは納得できず、到底受け入れられない」と反発。処分のプロセスが不透明だとして「独裁的・専制的な党運営に断固として抗議する」と弁明書に記し、岸田の責任についても元会計責任者が略式起訴されたことに触れ「道義的・政治的責任が問われるべきだ」と指摘した。一方で世耕は同日夜に自民党に離党届を提出し、受理された。
岸田首相は4日夜の取材で「私自身については、政治改革に向けた取り組みの進捗ですとか、ごらん頂いた上で最終的には国民の皆さん、そして党員の皆さんにご判断いただく立場にある」とコメントし、自身の処分については明言しなかったが、この発言に対し「9月末の総裁任期満了を控え、首相は局面転換を図るために6月の今国会会期末を含め衆院解散のタイミングを探っているのではないか」との観測がみられたことから、野党に加え、自民党内からも「なぜ自分の責任は国民に問えば良くて、ほかの人は処分なのか。首相にはついていけない」と反発する意見が出ており、波紋を広げた。
同月12日、塩谷は離党勧告処分を不服として岸田総裁宛に再審査を請求したと明らかにしたが、同月16日に党は再審査請求を却下した。処分確定に伴い、同月25日までに塩谷が離党届を提出しない場合、除名処分となる見通しとなっていたが、同月23日、塩谷は離党届を提出し、同日受理された。

### 2024年5月1日 - 12月31日
5月2日
東京地検特捜部は萩生田と世耕を嫌疑不十分で不起訴処分とした。他に、萩生田の当時の秘書と世耕の資金管理団体の会計責任者は虚偽記入罪の成立を認めた上で不記載額などを考慮して起訴猶予、それ以外の両氏のスタッフ計4人は嫌疑不十分で不起訴処分とした。
7月8日
東京地検特捜部は政治資金規正法違反の疑いで刑事告発されていた議員などですでに起訴された人を除く42人について不起訴処分とした。
8月29日
東京地検特捜部は堀井学前衆院議員を選挙区内の有権者に違法に香典などを配った公職選挙法違反（寄付の禁止）と安倍派から還流を受けた収入計1714万円を政治資金収支報告書に記載しなかった政治資金規正法違反（虚偽記入）で略式起訴した。同日、東京簡易裁判所は堀井に罰金100万円、公民権停止3年の略式命令を出した。
9月3日
宏池会が政治団体としての解散届を総務相充てに提出した。
9月10日
東京地方裁判所は、政治資金規正法違反（虚偽記載）の罪に問われた二階派の元会計責任者・永井等に禁錮2年、執行猶予5年の有罪判決を言い渡した。同月24日の控訴期限までに被告側、検察側双方が控訴しなかったため、地裁判決が確定した。
9月30日
東京地方裁判所は政治資金規正法違反（虚偽記載）の罪に問われた安倍派の事務局長兼会計責任者の松本淳一郎に禁錮3年、執行猶予5年の有罪判決を言い渡した。10月15日の控訴期限までに被告側、検察側双方が控訴しなかったため、有罪判決が確定した。
10月9日
自民党は事件に関係した議員ら12人を同月27日投開票の第50回衆議院議員総選挙で公認しないと決めた。14日に自民党は総選挙の比例代表に立候補する285人の名簿順位を発表したが、不記載があった旧安倍派や旧二階派の前議員らについては党の方針により比例名簿に登載されなかった。
12月27日
平成研究会が解散した。

#### 政治倫理審査会
12月17日より、同年3月以来となる政治倫理審査会が開会され、対象議員による本人申し出の下で出席し公開で弁明を行った。
以下、次の議員が政治倫理審査会に出席し弁明を行っている。
- 12月27日：稲田朋美、加藤竜祥、小森卓郎、佐々木紀（いずれも衆議院）
- 12月28日：
  - 衆議院：柴山昌彦、鈴木英敬、関芳弘、田畑裕明、根本幸典、萩生田光一、平沢勝栄
  - 参議院：太田房江、松川るい、森まさこ、山谷えり子

### 2025年1月1日以降
2月27日
午前、衆議院予算委員会は、会計責任者の松本淳一郎に対する非公開の聴取を都内のホテルで実施した。松本は「2022年7月下旬に『今は現職ではない』議員にキックバックの再開を求められた」と証言し、同年8月5日に西村康稔、世耕弘成、塩谷立、下村博文の4人が行った幹部会合でキックバックの継続が決まったと説明した。安住淳委員長は聴取後、国会内で記者会見を開き、再開を求めたとされる安倍派幹部は下村か塩谷の「2人のうちどちらかになるのでは」との認識を示した。正午頃、下村は自身のX（旧ツイッター）で、「私自身は還付再開を松本淳一郎氏に指示したことも、還付再開を決定した場にいたという事実は一切ありません」と投稿した。
2月28日
朝日新聞が、2023年から24年にかけて東京地検特捜部が松本に対して行った聴取内容をスクープ。松本の供述により、キックバックの再開を求めた幹部は下村であることが明らかとされた。
8月15日
東京地検特捜部は安倍派からの寄付金約1950万円を政治資金収支報告書に記さなかったとして、萩生田光一衆議院議員の政策秘書を政治資金規正法違反（虚偽記載）の罪で略式起訴した。東京簡裁は同日、罰金30万円と公民権停止3年間の略式命令を出した。

## 野党のパーティーや政治資金報告書
自民のパーティー券収入の不記載問題を受け、立憲民主党の安住淳国会対策委員長は自身の事務所に自己の政治資金報告書の点検を指示した。すると、2023年11月に彼にも政治資金パーティー券収益の不記載が発覚した。記者団に対して、自身の資金管理団体の政治資金収支報告書に30万円分のパーティー券収入金額とその購入団体名を記載していなかったことについて、安住議員は「私の責任だ。（追及で）先頭に立つ私が（訂正すべきだと）わかった段階で公表することは義務。申し訳ない」と述べた。東京新聞は、政治資金パーティー全面禁止の法案を衆院に提出している立憲民主党が、その最中に党幹部の政治資金パーティー開催を許すことへの矛盾との批判が相次いでることを報道した。例として、安住淳国会対策委員長は2024年4月25日、岡田克也幹事長は2024年5月27日、大串博志選挙対策委員長は6月17日に政治資金パーティーを開催となっている。泉健太代表は記者会見にて、法案は未成立な上に、もしも成立しても施行までに約2年半の「経過期間」があると強調した。そしめ、未成立期・成立時の経過期間のどちらかの間ならば、立憲民主党が政治資金パーティーを開催することへの問題は無いとの答弁を繰り返した。 
2024年10月にれいわ新選組の大石晃子議員にも、2022年度分の政治資金収支報告書で450万円分の収入、「政党支部の人件費」830万円分の支出の不記載があり、訂正していたことが判明した。更には政治資金規正法で同様に禁止されている匿名寄付も発覚した。日刊ゲンダイは、大石議員のX(Twitter)の投稿には人件費の不記載理由に対する説明がないこと、また1000万円を超える金についてダブルチェックしなかったという理由は納得できないという批判的記事を掲載している。その後に、大石は自身のホームページに自己のは「作業ミス」だとした。そして、事務所の帳簿から転記する際に作業ミスが生じ単式簿記で管理していたため直ぐにはミスに気づけなかった、人件費を使途計上しないこととされている政党交付金の使途等報告書と混同して人件費の記載が漏れてしまったなどと説明を掲載した。

## 朝日新聞の新聞協会長賞受賞「横取り」問題に関して
2024年10月16日に行われた日本新聞協会が主催する第77回新聞大会において、朝日新聞社の「自民党派閥の裏金問題をめぐる一連のスクープと関連報道」など計6件が新聞協会賞となった。しかし、本事件の経緯から朝日新聞社がスクープを『横取り』したとの批判が殺到した。同賞はエントリー制で朝日新聞の自己推薦であること、ライバル紙である読売新聞が既に同賞を受賞していることから何としても欲しかったが他に目立つ報道が無かったから応募したことも報道された。
日刊ゲンダイも最初に報じたのは日本共産党の機関紙「しんぶん赤旗」であること、赤旗の社会部長もX（旧ツイッター）で自分たちの報道から一年後であることから朝日新聞を批判していることを報じている。